# 대한민국의 보물 (1960년대 전반)

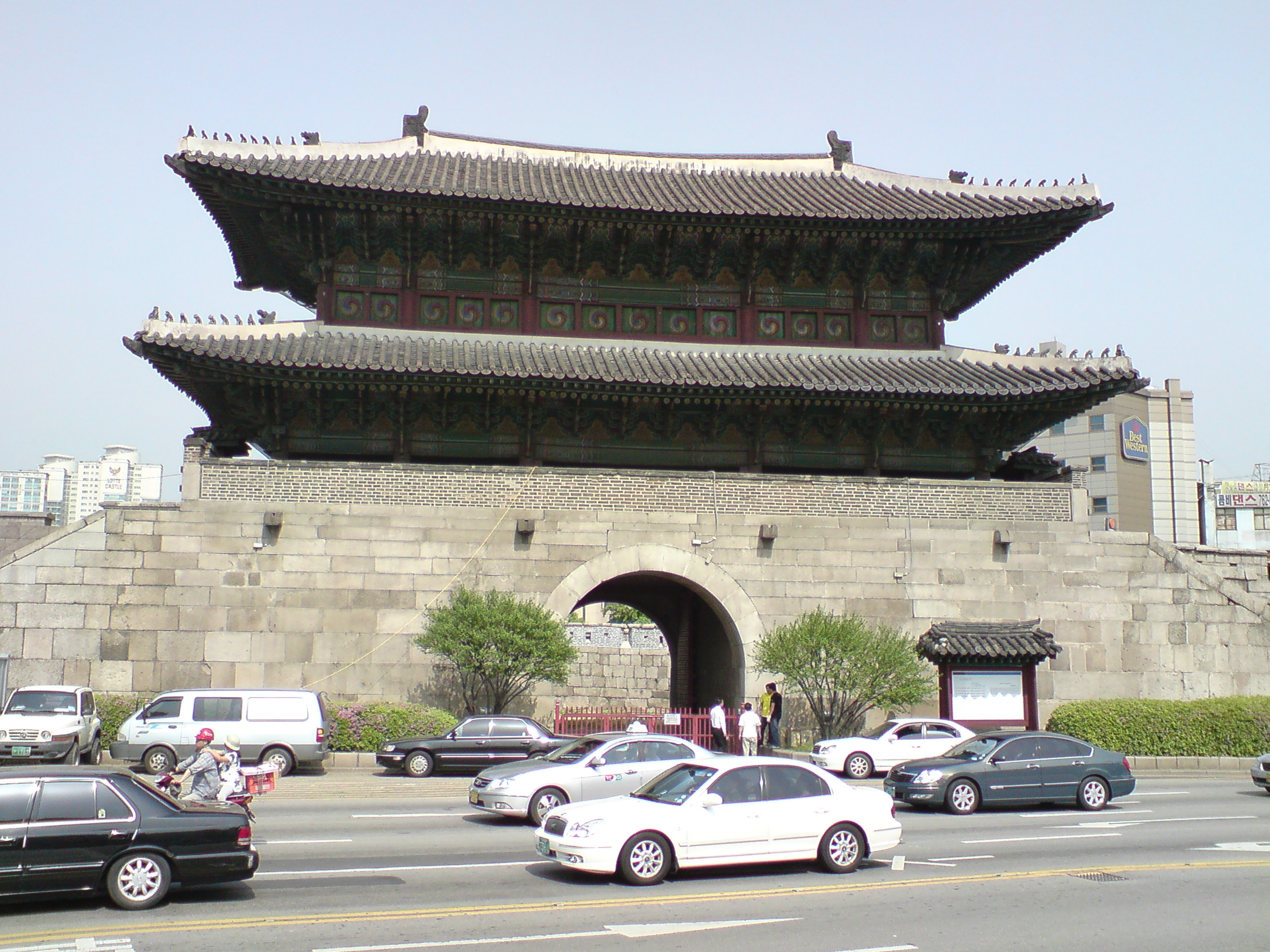
보물 제1호 흥인지문

대한민국의 보물(大韓民國 寶物)은 목조 건축물, 석조 건축물, 전적류, 서적류, 고문서, 회화, 조각류, 공예품, 고고자료, 무구(巫具) 등 대한민국의 유형문화재 가운데 중요한 것을 국가에서 지정한 것이다. 국보와 보물의 중요성과 가치 우열을 가리기는 어렵지만, 국보급의 문화재가 그 분야, 그 시대를 대표하는 유일무이한 것이라면 보물급에 속하는 문화재는 그와 유사한 문화재로서 대한민국 문화를 대표하는 유물이라고 할 수 있다.

## 지정 목록

### 1963년 지정

#### (구) 제1호 ~ 제100호
| 번호   | 사진 | 명칭 | 소재지                                                   | 관리자 (단체)  | 지정일                                                                        | 참조 |
| 1호    |      | 서울 흥인지문 (서울 興仁之門) (Heunginjimun Gate, Seoul)                                                                                       | 서울 종로구 종로 288 (종로6가)                           | 종로구         | 1963년 1월 21일 지정                                                          |      |
| 2호    |      | 옛 보신각 동종 (舊普信閣 銅鍾) (Old Bronze Bell of Bosingak Pavilion)                                                                          | 서울 용산구 서빙고로 137, 국립중앙박물관 (용산동6가)     | 국립중앙박물관 | 1963년 1월 21일 지정                                                          |      |
| 3호    |      | 서울 원각사지 대원각사비 (서울 圓覺寺址 大圓覺寺碑) (Stele for the Construction of Daewongaksa Temple at Wongaksa Temple Site, Seoul)          | 서울 종로구 종로2가 38-3                                 | 종로구         | 1963년 1월 21일 지정, 2010년 12월 27일 명칭 변경                              |      |
| 4호    |      | 안양 중초사지 당간지주 (安養 中初寺址 幢竿支柱) (Flagpole Supports at Jungchosa Temple Site, Anyang)                                           | 경기 안양시 만안구 예술공원로103번길 4 (석수동)          | 안양시         | 1963년 1월 21일 지정, 2010년 12월 27일 명칭 변경                              |      |
| 5호    |      | 중초사지삼층석탑 (中初寺址三層石塔) | 경기 안양시 만안구 석수동 212-1                          | 안양시         | 1963년 1월 21일 지정, 1997년 1월 1일 해제, 경기도 유형문화재 제164호로 재지정 |      |
| 6호    |      | 여주 고달사지 원종대사탑비 (驪州 高達寺址 元宗大師塔碑) (Stele for Buddhist Monk Wonjong at Godalsa Temple Site, Yeoju)                        | 경기 여주시 북내면 상교리 419-3                          | 여주시         | 1963년 1월 21일 지정, 2010년 12월 27일 명칭 변경                              |      |
| 7호    |      | 여주 고달사지 원종대사탑 (驪州 高達寺址 元宗大師塔) (Stupa of Buddhist Monk Wonjong at Godalsa Temple Site, Yeoju)                             | 경기 여주시 북내면 상교리 산46-1                         | 여주시         | 1963년 1월 21일 지정, 2010년 12월 27일 명칭 변경                              |      |
| 8호    |      | 여주 고달사지 석조대좌 (驪州 高達寺址 石造臺座) (Stone Pedestal at Godalsa Temple Site, Yeoju)                                                 | 경기 여주시 북내면 상교리 420-5                          | 여주시         | 1963년 1월 21일 지정, 2010년 8월 25일 명칭 변경                               |      |
| 9호    |      | 용인 서봉사지 현오국사탑비 (龍仁 瑞鳳寺址 玄悟國師塔碑) (Stele for State Preceptor Hyeono at Seobongsa Temple Site, Yongin)                    | 경기 용인시 수지구 신봉동 산110                          | 용인시         | 1963년 1월 21일 지정, 2010년 12월 27일 명칭 변경                              |      |
| 10호   |      | 강화 장정리 오층석탑 (江華 長井里 五層石塔) (Five-story Stone Pagoda in Jangjeong-ri, Ganghwa)                                                 | 인천 강화군 하점면 장정리 산193                          | 강화군         | 1963년 1월 21일 지정, 2010년 12월 27일 명칭 변경                              |      |
| 11-8호 |      | 사인비구 제작 동종 - 강화동종 (思印比丘 製作 銅鍾 - 江華銅鍾) (Bronze Bell Cast by Buddhist Monk Sain)                                         | 인천 강화군 하점면 강화대로 994-19 강화역사박물관        | 강화군         | 1963년 1월 21일 지정, 2000년 2월 15일 번호 변경.                              |      |
| 12호   |      | 하남 동사지 오층석탑 (河南 桐寺址 五層石塔) (Five-story Stone Pagoda at Dongsa Temple Site, Hanam)                                             | 경기 하남시 춘궁동 466                                   | 하남시         | 1963년 1월 21일 지정, 2010년 12월 27일 명칭 변경                              |      |
| 13호   |      | 하남 동사지 삼층석탑 (河南 桐寺址 三層石塔) (Three-story Stone Pagoda at Dongsa Temple Site, Hanam)                                            | 경기 하남시 춘궁동 465                                   | 하남시         | 1963년 1월 21일 지정, 2010년 12월 27일 명칭 변경                              |      |
| 14호   |      | 수원 창성사지 진각국사탑비 (水原 彰聖寺址 眞覺國師塔碑) (Stele for State Preceptor Jingak at Changseongsa Temple Site, Suwon)                  | 경기 수원시 팔달구 매향동 13-1번지                       | 수원시         | 1963년 1월 21일 지정, 2010년 12월 27일 명칭 변경                              |      |
| 15호   |      | 보은 법주사 사천왕 석등 (報恩 法住寺 四天王 石燈) (Stone Lantern of the Four Guardian Kings at Beopjusa Temple, Boeun)                         | 충북 보은군 속리산면 법주사로 379, 법주사 (사내리)       | 법주사         | 1963년 1월 21일 지정, 2010년 12월 27일 명칭 변경                              |      |
| 16호   |      | 충주 억정사지 대지국사탑비 (忠州 億政寺址 大智國師塔碑) (Stele for State Preceptor Daeji at Eokjeongsa Temple Site, Chungju)                   | 충북 충주시 엄정면 비석2길 35-21 (괴동리)                | 충주시         | 1963년 1월 21일 지정, 2010년 12월 27일 명칭 변경                              |      |
| 17호   |      | 충주 정토사지 법경대사탑비 (忠州 淨土寺址 法鏡大師塔碑) (Stele for Buddhist Monk Beopgyeong at Jeongtosa Temple Site, Chungju)                 | 충북 충주시 동량면 하천리 177-6                          | 충주시         | 1963년 1월 21일 지정, 2010년 12월 27일 명칭 변경                              |      |
| 18호   |      | 청양 서정리 구층석탑 (靑陽 西亭里 九層石塔) (Nine-story Stone Pagoda in Seojeong-ri, Cheongyang)                                               | 충남 청양군 정산면 서정리 16-2                           | 청양군         | 1963년 1월 21일 지정, 2010년 12월 27일 명칭 변경                              |      |
| 19호   |      | 보령 성주사지 오층석탑 (保寧 聖住寺址 五層石塔) (Five-story Stone Pagoda at Seongjusa Temple Site, Boryeong)                                   | 충남 보령시 성주면 성주리 73                             | 보령시         | 1963년 1월 21일 지정, 2010년 12월 27일 명칭 변경                              |      |
| 20호   |      | 보령 성주사지 중앙 삼층석탑 (保寧 聖住寺址 中央 三層石塔) (Central Three-story Stone Pagoda at Seongjusa Temple Site, Boryeong)                | 충남 보령시 성주면 성주리 73                             | 보령시         | 1963년 1월 21일 지정, 2010년 12월 27일 명칭 변경                              |      |
| 21호   |      | 부여 당 유인원 기공비 (扶餘 唐 劉仁願 紀功碑) (Monument for Liu Renyuan of Tang China, Buyeo)                                                  | 충남 부여군 부여읍 금성로 5, 국립부여박물관 (동남리)     | 국립부여박물관 | 1963년 1월 21일 지정                                                          |      |
| 22호   |      | 김제 금산사 노주 (金堤 金山寺 露柱) (Stone Pillar of Geumsansa Temple, Gimje)                                                                  | 전북 김제시 금산면 모악15길 1, 금산사 (금산리)           | 금산사         | 1963년 1월 21일 지정, 2010년 12월 27일 명칭 변경                              |      |
| 23호   |      | 김제 금산사 석련대 (金堤 金山寺 石蓮臺) (Stone Lotus Pedestal of Geumsansa Temple, Gimje)                                                      | 전북 김제시 금산면 모악15길 1, 금산사 (금산리)           | 금산사         | 1963년 1월 21일 지정, 2010년 12월 27일 명칭 변경                              |      |
| 24호   |      | 김제 금산사 혜덕왕사탑비 (金堤 金山寺 慧德王師塔碑) (Stele for Royal Preceptor Hyedeok at Geumsansa Temple, Gimje)                             | 전북 김제시 금산면 모악14길 268 (금산리)                 | 금산사         | 1963년 1월 21일 지정, 2010년 12월 27일 명칭 변경                              |      |
| 25호   |      | 김제 금산사 오층석탑 (金堤 金山寺 五層石塔) (Five-story Stone Pagoda of Geumsansa Temple, Gimje)                                               | 전북 김제시 금산면 모악15길 1, 금산사 (금산리)           | 금산사         | 1963년 1월 21일 지정, 2010년 12월 27일 명칭 변경                              |      |
| 26호   |      | 김제 금산사 금강계단 (金堤 金山寺 金剛戒壇) (Ordination Platform of Geumsansa Temple, Gimje)                                                   | 전북 김제시 금산면 모악15길 1, 금산사 (금산리)           | 금산사         | 1963년 1월 21일 지정, 2010년 12월 27일 명칭 변경                              |      |
| 27호   |      | 김제 금산사 육각 다층석탑 (金堤 金山寺 六角 多層石塔) (Hexagonal Multi-story Stone Pagoda of Geumsansa Temple, Gimje)                          | 전북 김제시 금산면 모악15길 1, 금산사 (금산리)           | 금산사         | 1963년 1월 21일 지정, 2010년 12월 27일 명칭 변경                              |      |
| 28호   |      | 김제 금산사 당간지주 (金堤 金山寺 幢竿支柱) (Flagpole Supports of Geumsansa Temple, Gimje)                                                     | 전북 김제시 금산면 금산리 28-3                           | 금산사         | 1963년 1월 21일 지정, 2010년 12월 27일 명칭 변경                              |      |
| 29호   |      | 김제 금산사 심원암 삼층석탑 (金堤 金山寺 深源庵 三層石塔) (Three-story Stone Pagoda at Simwonam Hermitage of Geumsansa Temple, Gimje)          | 전북 김제시 금산면 모악15길 187-55 (금산리)              | 금산사         | 1963년 1월 21일 지정, 2010년 12월 27일 명칭 변경                              |      |
| 30호   |      | 남원 만복사지 오층석탑 (南原 萬福寺址 五層石塔) (Five-story Stone Pagoda at Manboksa Temple Site, Namwon)                                      | 전북 남원시 왕정동 611-4                                 | 남원시         | 1963년 1월 21일 지정, 2010년 12월 27일 명칭 변경                              |      |
| 31호   |      | 남원 만복사지 석조대좌 (南原 萬福寺址 石造臺座) (Stone Pedestal at Manboksa Temple Site, Namwon)                                               | 전북 남원시 왕정동 494-11                                | 남원시         | 1963년 1월 21일 지정                                                          |      |
| 32호   |      | 남원 만복사지 당간지주 (南原 萬福寺址 幢竿支柱) (Flagpole Supports at Manboksa Temple Site, Namwon)                                            | 전북 남원시 남문로 325-5 (왕정동)                        | 남원시         | 1963년 1월 21일 지정, 2010년 12월 27일 명칭 변경                              |      |
| 33호   |      | 남원 실상사 수철화상탑 (南原 實相寺 秀澈和尙塔) (Stupa of Buddhist Monk Sucheol at Silsangsa Temple, Namwon)                                   | 전북 남원시 산내면 입석길 94-129, 실상사 (입석리)        | 실상사         | 1963년 1월 21일 지정, 2010년 12월 27일 명칭 변경                              |      |
| 34호   |      | 남원 실상사 수철화상탑비 (南原 實相寺 秀澈和尙塔碑) (Stele for Buddhist Monk Sucheol at Silsangsa Temple, Namwon)                              | 전북 남원시 산내면 입석길 94-129, 실상사 (입석리)        | 실상사         | 1963년 1월 21일 지정, 2010년 12월 27일 명칭 변경                              |      |
| 35호   |      | 남원 실상사 석등 (南原 實相寺 石燈) (Stone Lantern of Silsangsa Temple, Namwon)                                                                | 전북 남원시 산내면 입석길 94-129, 실상사 (입석리)        | 실상사         | 1963년 1월 21일 지정, 2010년 12월 27일 명칭 변경                              |      |
| 36호   |      | 남원 실상사 승탑 (南原 實相寺 僧塔) (Stupa of Silsangsa Temple, Namwon)                                                                        | 전북 남원시 산내면 입석길 94-129, 실상사 (입석리)        | 실상사         | 1963년 1월 21일 지정, 2010년 12월 27일 명칭 변경                              |      |
| 37호   |      | 남원 실상사 동·서 삼층석탑 (南原 實相寺 東·西 三層石塔) (East and West Three-story Stone Pagodas of Silsangsa Temple, Namwon)                  | 전북 남원시 산내면 입석길 94-129, 실상사 (입석리)        | 실상사         | 1963년 1월 21일 지정, 2010년 12월 27일 명칭 변경                              |      |
| 38호   |      | 남원 실상사 증각대사탑 (南原 實相寺 證覺大師塔) (Stupa of Buddhist Monk Jeunggak at Silsangsa Temple, Namwon)                                  | 전북 남원시 산내면 입석길 94-129, 실상사 (입석리)        | 실상사         | 1963년 1월 21일 지정, 2010년 12월 27일 명칭 변경                              |      |
| 39호   |      | 남원 실상사 증각대사탑비 (南原 實相寺 證覺大師塔碑) (Stele for Buddhist Monk Jeunggak at Silsangsa Temple, Namwon)                             | 전북 남원시 산내면 입석길 94-129, 실상사 (입석리)        | 실상사         | 1963년 1월 21일 지정, 2010년 12월 27일 명칭 변경                              |      |
| 40호   |      | 남원 실상사 백장암 석등 (南原 實相寺 百丈庵 石燈) (Stone Lantern at Baekjangam Hermitage of Silsangsa Temple, Namwon)                          | 전북 남원시 산내면 대정리 975 실상사 백장암              | 백장암         | 1963년 1월 21일 지정, 2010년 12월 27일 명칭 변경                              |      |
| 41호   |      | 남원 실상사 철조여래좌상 (南原 實相寺 鐵造如來坐像) (Iron Seated Buddha of Silsangsa Temple, Namwon)                                           | 전북 남원시 산내면 입석리 50 실상사                      | 실상사         | 1963년 1월 21일 지정                                                          |      |
| 42호   |      | 남원 용담사지 석조여래입상 (南原 龍潭寺址 石造如來立像) (Stone Standing Buddha at Yongdamsa Temple Site, Namwon)                               | 전북 남원시 주천면 원천로 165-12 (용담리)                | 남원시         | 1963년 1월 21일 지정, 2010년 8월 25일 명칭 변경                               |      |
| 43호   |      | 남원 만복사지 석조여래입상 (南原 萬福寺址 石造如來立像) (Stone Standing Buddha at Manboksa Temple Site, Namwon)                                | 전북 남원시 왕정동 482-1                                 | 남원시         | 1963년 1월 21일 지정, 2010년 8월 25일 명칭 변경                               |      |
| 44호   |      | 익산왕궁리오층석탑 ((益山王宮里五層石塔)) | 전북 익산시 왕궁면 왕궁리 산80                           | 국립부여박물관 | 1963년 1월 21일 지정, 1997년 1월 1일 해지, 국보 제289호로 승격                |      |
| 45호   |      | 익산 연동리 석조여래좌상 (益山 蓮洞里 石造如來坐像) (Stone Seated Buddha in Yeondong-ri, Iksan)                                                | 전북 익산시 삼기면 진북로 273 (연동리)                   | 익산시         | 1963년 1월 21일 지정, 2010년 8월 25일 명칭 변경                               |      |
| 46호   |      | 익산 고도리 석조여래입상 (益山 古都里 石造如來立像) (Stone Standing Buddhas in Godo-ri, Iksan)                                                 | 전북 익산시 금마면 동고도리 400-2, 동고도리 1086         | 익산시         | 1963년 1월 21일 지정, 2010년 8월 25일 명칭 변경                               |      |
| 47호   |      | 보령 성주사지 서 삼층석탑 (保寧 聖住寺址 西 三層石塔) (West Three-story Stone Pagoda at Seongjusa Temple Site, Boryeong)                       | 충남 보령시 성주면 성주리 73                             | 보령시         | 1963년 1월 21일 지정, 2010년 12월 27일 명칭 변경                              |      |
| 48호   |      | 대흥사북미륵암마애여래좌상 (大興寺北彌勒庵磨崖如來坐像)                                                                                        | 전남 해남군 삼산면 구림리 산9 대흥사                     | 대흥사         | 1963년 1월 21일 지정, 2005년 9월 28일 해제, 국보 제308호로 승격               |      |
| 49호   |      | 나주 동점문 밖 석당간 (羅州 東漸門 밖 石幢竿) (Stone Flagpole Outside the East Gate, Naju)                                                     | 전남 나주시 성북동 229-9                                 | 나주시         | 1963년 1월 21일 지정, 2010년 12월 27일 명칭 변경                              |      |
| 50호   |      | 나주 북망문 밖 삼층석탑 (羅州 北望門 밖 三層石塔) (Three-story Stone Pagoda Outside the North Gate, Naju)                                      | 전남 나주시 건재로 41-1 (대호동)                         | 나주시         | 1963년 1월 21일 지정, 2010년 12월 27일 명칭 변경                              |      |
| 51호   |      | 문경 내화리 삼층석탑 (聞慶 內化里 三層石塔) (Three-story Stone Pagoda in Naehwa-ri, Mungyeong)                                                 | 경북 문경시 산북면 내화리 47-1                           | 문경시         | 1963년 1월 21일 지정, 2010년 12월 27일 명칭 변경                              |      |
| 52호   |      | 봉화 서동리 동·서 삼층석탑 (奉化 西洞里 東·西 三層石塔) (East and West Three-story Stone Pagodas in Seodong-ri, Bonghwa)                       | 경북 봉화군 춘양면 서원촌길 8-14 (서동리)                | 봉화군         | 1963년 1월 21일 지정, 2010년 12월 27일 명칭 변경                              |      |
| 53호   |      | 예천 개심사지 오층석탑 (醴泉 開心寺址 五層石塔) (Five-story Stone Pagoda at Gaesimsa Temple Site, Yecheon)                                     | 경북 예천군 예천읍 남본리 200-3                          | 예천군         | 1963년 1월 21일 지정, 2010년 12월 27일 명칭 변경                              |      |
| 54호   |      | 고령 지산리 당간지주 (高靈 池山里 幢竿支柱) (Flagpole Supports in Jisan-ri, Goryeong)                                                          | 경북 고령군 대가야읍 지산리 3-5번지                      | 고령군         | 1963년 1월 21일 지정, 2010년 12월 27일 명칭 변경                              |      |
| 55호   |      | 봉정사대웅전 (鳳停寺大雄殿) | 경북 안동시 서후면 태장리 901 봉정사                     | 봉정사         | 1963년 1월 21일 지정, 2009년 6월 30일 해제, 국보 제311호로 승격               |      |
| 56호   |      | 안동 운흥동 오층전탑 (安東 雲興洞 五層塼塔) (Five-story Brick Pagoda in Unheung-dong, Andong)                                                  | 경북 안동시 운흥동 231                                   | 안동시         | 1963년 1월 21일 지정, 2010년 12월 27일 명칭 변경                              |      |
| 57호   |      | 안동 조탑리 오층전탑 (安東 造塔里 五層塼塔) (Five-story Brick Pagoda in Jotap-ri, Andong)                                                      | 경북 안동시 일직면 조탑리 139-2                          | 안동시         | 1963년 1월 21일 지정, 2010년 12월 27일 명칭 변경                              |      |
| 58호   |      | 안동 안기동 석조여래좌상 (安東 安寄洞 石造如來坐像) (Stone Seated Buddha in Angi-dong, Andong)                                                 | 경북 안동시 한화4길 11-13 (안기동)                       | 안동시         | 1963년 1월 21일 지정, 2010년 8월 25일 명칭 변경                               |      |
| 59호   |      | 영주 숙수사지 당간지주 (榮州 宿水寺址 幢竿支柱) (Flagpole Supports at Suksusa Temple Site, Yeongju)                                            | 경북 영주시 순흥면 내죽리 158                            | 영주시         | 1963년 1월 21일 지정, 2010년 12월 27일 명칭 변경                              |      |
| 60호   |      | 영주 영주동 석조여래입상 (榮州 榮州洞 石造如來立像) (Stone Standing Buddha in Yeongju-dong, Yeongju)                                           | 경북 영주시 중앙로 15 (가흥동)                           | 영주시         | 1963년 1월 21일 지정, 2010년 8월 25일 명칭 변경                               |      |
| 61호   |      | 경주 불국사 사리탑 (慶州 佛國寺 舍利塔) (Stupa of Bulguksa Temple, Gyeongju)                                                                   | 경북 경주시 진현동 산1-1                                 | 불국사         | 1963년 1월 21일 지정, 2010년 12월 27일 명칭 변경                              |      |
| 62호   |      | 경주 서악동 마애여래삼존입상 (慶州 西岳洞 磨崖如來三尊立像) (Rock-carved Standing Buddha Triad in Seoak-dong, Gyeongju)                        | 경북 경주시 서악4길 80-100 (서악동)                      | 경주시         | 1963년 1월 21일 지정, 2010년 8월 25일 명칭 변경                               |      |
| 63호   |      | 경주 배동 석조여래삼존입상 (慶州 拜洞 石造如來三尊立像) (Stone Standing Buddha Triad in Bae-dong, Gyeongju)                                    | 경북 경주시 배동 산65-1                                  | 경주시         | 1963년 1월 21일 지정, 2010년 8월 25일 명칭 변경                               |      |
| 64호   |      | 경주 보문사지 석조 (慶州 普門寺址 石槽) (Stone Basin at Bomunsa Temple Site, Gyeongju)                                                         | 경북 경주시 보문동 848-16                                | 경주시         | 1963년 1월 21일 지정, 2010년 12월 27일 명칭 변경                              |      |
| 65호   |      | 경주 서악동 삼층석탑 (慶州 西岳洞 三層石塔) (Three-story Stone Pagoda in Seoak-dong, Gyeongju)                                                 | 경북 경주시 서악동 705-1                                 | 경주시         | 1963년 1월 21일 지정, 2010년 12월 27일 명칭 변경                              |      |
| 66호   |      | 경주 석빙고 (慶州 石氷庫) (Stone Ice Storage, Gyeongju)                                                                                        | 경북 경주시 인왕동 449-1                                 | 경주시         | 1963년 1월 21일 지정, 2010년 12월 27일 명칭 변경                              |      |
| 67호   |      | 경주 효현동 삼층석탑 (慶州 孝峴洞 三層石塔) (Three-story Stone Pagoda in Hyohyeon-dong, Gyeongju)                                              | 경북 경주시 효현동 419-1                                 | 경주시         | 1963년 1월 21일 지정, 2010년 12월 27일 명칭 변경                              |      |
| 68호   |      | 경주 황남동 효자 손시양 정려비 (慶州 皇南洞 孝子 孫時揚 旌閭碑) (Stele of Son Si-yang for His Filial Devotion in Hwangnam-dong, Gyeongju)      | 경북 경주시 황남동 240-3                                 | 경주시         | 1963년 1월 21일 지정, 2010년 12월 27일 명칭 변경                              |      |
| 69호   |      | 경주 망덕사지 당간지주 (慶州 望德寺址 幢竿支柱) (Flagpole Supports at Mangdeoksa Temple Site, Gyeongju)                                        | 경북 경주시 배반동 964-2                                 | 경주시         | 1963년 1월 21일 지정, 2010년 12월 27일 명칭 변경                              |      |
| 70호   |      | 경주 서악동 귀부 (慶州 西岳洞 龜趺) (Tortoise-shaped Pedestal in Seoak-dong, Gyeongju)                                                         | 경북 경주시 서악동 1006-1                                | 경주시         | 1963년 1월 21일 지정, 2010년 12월 27일 명칭 변경                              |      |
| 71호   |      | 함안 대산리 석조삼존상 (咸安 大山里 石造三尊像) (Stone Buddha Triad in Daesan-ri, Haman)                                                       | 경남 함안군 함안면 대산리 1139                           | 함안군         | 1963년 1월 21일 지정, 2010년 8월 25일 명칭 변경                               |      |
| 72호   |      | 산청 단속사지 동 삼층석탑 (山淸 斷俗寺址 東 三層石塔) (East Three-story Stone Pagoda at Dansoksa Temple Site, Sancheong)                       | 경남 산청군 단성면 운리 303-2                            | 산청군         | 1963년 1월 21일 지정, 2010년 12월 27일 명칭 변경                              |      |
| 73호   |      | 산청 단속사지 서 삼층석탑 (山淸 斷俗寺址 西 三層石塔) (West Three-story Stone Pagoda at Dansoksa Temple Site, Sancheong)                       | 경남 산청군 단성면 운리 302                              | 산청군         | 1963년 1월 21일 지정, 2010년 12월 27일 명칭 변경                              |      |
| 74호   |      | 양산 통도사 국장생 석표 (梁山 通度寺 國長生 石標) (Stone Boundary Marker of Tongdosa Temple, Yangsan)                                          | 경남 양산시 하북면 백록리 718-44                         | 양산시         | 1963년 1월 21일 지정, 2010년 12월 27일 명칭 변경                              |      |
| 75호   |      | 창녕 송현동 마애여래좌상 (昌寧 松峴洞 磨崖如來坐像) (Rock-carved Seated Buddha in Songhyeon-dong, Changnyeong)                                 | 경남 창녕군 창녕읍 송현리 105-4                          | 창녕군         | 1963년 1월 21일 지정, 2010년 8월 25일 명칭 변경                               |      |
| 76호   |      | 춘천 근화동 당간지주 (春川 槿花洞 幢竿支柱) (Flagpole Supports in Geunhwa-dong, Chuncheon)                                                     | 강원 춘천시 근화동 793-1                                 | 춘천시         | 1963년 1월 21일 지정, 2010년 12월 27일 명칭 변경                              |      |
| 77호   |      | 춘천 칠층석탑 (春川 七層石塔) (Seven-story Stone Pagoda, Chuncheon)                                                                            | 강원 춘천시 소양로2가 162-2                              | 춘천시         | 1963년 1월 21일 지정, 2010년 12월 27일 명칭 변경                              |      |
| 78호   |      | 원주 거돈사지 원공국사탑비 (原州 居頓寺址 圓空國師塔碑) (Stele for State Preceptor Wongong at Geodonsa Temple Site, Wonju)                     | 강원 원주시 부론면 정산리 144                            | 원주시         | 1963년 1월 21일 지정, 2010년 12월 27일 명칭 변경                              |      |
| 79호   |      | 홍천 희망리 삼층석탑 (洪川 希望里 三層石塔) (Three-story Stone Pagoda in Huimang-ri, Hongcheon)                                                | 강원 홍천군 홍천읍 희망리 151-7                          | 홍천군         | 1963년 1월 21일 지정, 2010년 12월 27일 명칭 변경                              |      |
| 80호   |      | 홍천 희망리 당간지주 (洪川 希望里 幢竿支柱) (Flagpole Supports in Huimang-ri, Hongcheon)                                                       | 강원 홍천군 홍천읍 희망리 376-26                         | 홍천군         | 1963년 1월 21일 지정, 2010년 12월 27일 명칭 변경                              |      |
| 81호   |      | 강릉 한송사지 석조보살좌상 (江陵 寒松寺址 石造菩薩坐像) (Stone Seated Bodhisattva from Hansongsa Temple Site, Gangneung)                       | 강원 강릉시 율곡로3139번길 24, 오죽헌시립박물관 (죽헌동) | 강릉시         | 1963년 1월 21일 지정, 2010년 8월 25일 명칭 변경                               |      |
| 82호   |      | 강릉 대창리 당간지주 (江陵 大昌里 幢竿支柱) (Flagpole Supports in Daechang-ri, Gangneung)                                                      | 강원 강릉시 옥천동 334                                   | 강릉시         | 1963년 1월 21일 지정, 2010년 12월 27일 명칭 변경                              |      |
| 83호   |      | 강릉 수문리 당간지주 (江陵 水門里 幢竿支柱) (Flagpole Supports in Sumun-ri, Gangneung)                                                         | 강원 강릉시 옥천동 43-9                                  | 강릉시         | 1963년 1월 21일 지정, 2010년 12월 27일 명칭 변경                              |      |
| 84호   |      | 강릉 신복사지 석조보살좌상 (江陵 神福寺址 石造菩薩坐像) (Stone Seated Bodhisattva at Sinboksa Temple Site, Gangneung)                          | 강원 강릉시 내곡동 403-2                                 | 강릉시         | 1963년 1월 21일 지정, 2010년 8월 25일 명칭 변경                               |      |
| 85호   |      | 강릉 굴산사지 승탑 (江陵 崛山寺址 僧塔) (Stupa at Gulsansa Temple Site, Gangneung)                                                             | 강원 강릉시 구정면 학산리 731                            | 강릉시         | 1963년 1월 21일 지정, 2010년 12월 27일 명칭 변경                              |      |
| 86호   |      | 강릉 굴산사지 당간지주 (江陵 崛山寺址 幢竿支柱) (Flagpole Supports at Gulsansa Temple Site, Gangneung)                                         | 강원 강릉시 구정면 학산리 1181                           | 강릉시         | 1963년 1월 21일 지정, 2010년 12월 27일 명칭 변경                              |      |
| 87호   |      | 강릉 신복사지 삼층석탑 (江陵 神福寺址 三層石塔) (Three-story Stone Pagoda at Sinboksa Temple Site, Gangneung)                                  | 강원 강릉시 내곡동 403-2                                 | 강릉시         | 1963년 1월 21일 지정, 2010년 12월 27일 명칭 변경                              |      |
| 88호   |      | 탑산사명 동종 (塔山寺銘 銅鍾) (Bronze Bell with Inscription of "Tapsansa Temple")                                                              | 전남 해남군 삼산면 대흥사길 400, 대흥사 (구림리)         | 대흥사         | 1963년 1월 21일 지정                                                          |      |
| 89호   |      | 영암 도갑사 석조여래좌상 (靈巖 道岬寺 石造如來坐像) (Stone Seated Buddha of Dogapsa Temple, Yeongam)                                           | 전남 영암군 군서면 도갑리 4                              | 도갑사         | 1963년 1월 21일 지정, 2010년 8월 25일 명칭 변경                               |      |
| 90호   |      | 대반열반경소 권9~10 (大般湟槃經疏 卷九~十) (Commentary on the Maha parinirvana Sutra (The Nirvana Sutra), Volumes 9 and 10)                    | 전남 순천시 송광면 송광사안길 100, 송광사 (신평리)       | 송광사         | 1963년 1월 21일 지정, 2010년 8월 25일 명칭 변경                               |      |
| 91호   |      | 여주 창리 삼층석탑 (驪州 倉里 三層石塔) (Three-story Stone Pagoda in Chang-ri, Yeoju)                                                          | 경기 여주시 상동 132                                     | 여주시         | 1963년 1월 21일 지정, 2010년 12월 27일 명칭 변경                              |      |
| 92호   |      | 여주 하리 삼층석탑 (驪州 下里 三層石塔) (Three-story Stone Pagoda in Ha-ri, Yeoju)                                                             | 경기 여주시 상동 132                                     | 여주군         | 1963년 1월 21일 지정, 2010년 12월 27일 명칭 변경                              |      |
| 93호   |      | 파주 용미리 마애이불입상 (坡州 龍尾里 磨崖二佛立像) (Two Rock-carved Standing Buddhas in Yongmi-ri, Paju)                                      | 경기 파주시 광탄면 용미리 산8,9                          | 파주시         | 1963년 1월 21일 지정, 2010년 8월 25일 명칭 변경                               |      |
| 94호   |      | 제천 사자빈신사지 사사자 구층석탑 (堤川 獅子頻迅寺址 四獅子 九層石塔) (Four Lion Nine-story Stone Pagoda at Sajabinsinsa Temple Site, Jecheon) | 충북 제천시 한수면 송계리 1002-1                         | 제천시         | 1963년 1월 21일 지정, 2010년 12월 27일 명칭 변경                              |      |
| 95호   |      | 충주 미륵리 오층석탑 (忠州 彌勒里 五層石塔) (Five-story Stone Pagoda in Mireuk-ri, Chungju)                                                    | 충북 충주시 수안보면 미륵리 56                           | 충주시         | 1963년 1월 21일 지정, 2010년 12월 27일 명칭 변경                              |      |
| 96호   |      | 충주 미륵리 석조여래입상 (忠州 彌勒里 石造如來立像) (Stone Standing Buddha in Mireuk-ri, Chungju)                                              | 충북 충주시 수안보면 미륵리 58                           | 충주시         | 1963년 1월 21일 지정, 2010년 8월 25일 명칭 변경                               |      |
| 97호   |      | 괴산 원풍리 마애이불병좌상 (槐山 院豊里 磨崖二佛並坐像) (Two Rock-carved Seated Buddhas in Wonpung-ri, Goesan)                                 | 충북 괴산군 연풍면 원풍리 산124-2                        | 괴산군         | 1963년 1월 21일 지정, 2010년 8월 25일 명칭 변경                               |      |
| 98호   |      | 충주 철조여래좌상 (忠州 鐵造如來坐像) (Iron Seated Buddha, Chungju)                                                                            | 충북 충주시 사직산12길 55, 대원사 (지현동)               | 충주시         | 1963년 1월 21일 지정                                                          |      |
| 99호   |      | 천안 천흥사지 당간지주 (天安 天興寺址 幢竿支柱) (Flagpole Supports at Cheonheungsa Temple Site, Cheonan)                                       | 충남 천안시 서북구 성거읍 천흥4길 115-5 (천흥리)         | 천안시         | 1963년 1월 21일 지정, 2010년 12월 27일 명칭 변경                              |      |
| 100호  |      | 당진 안국사지 석조여래삼존입상 (唐津 安國寺址 石造如來三尊立像) (Stone Standing Buddha Triad at Anguksa Temple Site, Dangjin)                  | 충남 당진시 정미면 원당골1길 188 (수당리)                | 당진시         | 1963년 1월 21일 지정, 2010년 8월 25일 명칭 변경                               |      |

#### (구) 제101호 ~ 제200호
| 번호  | 사진 | 명칭 | 소재지                                                              | 관리자 (단체)  | 지정일                                                                                     | 참조 |
| 101호 |      | 당진 안국사지 석탑 (唐津 安國寺址 石塔) (Stone Pagoda at Anguksa Temple Site, Dangjin) | 충남 당진시 정미면 원당골1길 188 (수당리)                           | 당진시         | 1963년 1월 21일 지정, 2010년 12월 27일 명칭변경                                            |      |
| 102호 |      | 서산 보원사지 석조 (瑞山 普願寺址 石槽) (Stone Basin at Bowonsa Temple Site, Seosan) | 충남 서산시 운산면 용현리 150                                       | 서산시         | 1963년 1월 21일 지정, 2010년 12월 27일 명칭변경                                            |      |
| 103호 |      | 서산 보원사지 당간지주 (瑞山 普願寺址 幢竿支柱) (Flagpole Supports at Bowonsa Temple Site, Seosan) | 충남 서산시 운산면 용현리 105,992                                   | 서산시         | 1963년 1월 21일 지정, 2010년 12월 27일 명칭변경                                            |      |
| 104호 |      | 서산 보원사지 오층석탑 (瑞山 普願寺址 五層石塔) (Five-story Stone Pagoda at Bowonsa Temple Site, Seosan) | 충남 서산시 운산면 용현리 119-1                                     | 서산시         | 1963년 1월 21일 지정, 2010년 12월 27일 명칭변경                                            |      |
| 105호 |      | 서산 보원사지 법인국사탑 (瑞山 普願寺址 法印國師塔) (Stupa of State Preceptor Beopin at Bowonsa Temple Site, Seosan) | 충남 서산시 운산면 용현리 119-2                                     | 서산시         | 1963년 1월 21일 지정, 2010년 12월 27일 명칭변경                                            |      |
| 106호 |      | 서산 보원사지 법인국사탑비 (瑞山 普願寺址 法印國師塔碑) (Stele for State Preceptor Beopin at Bowonsa Temple Site, Seosan) | 충남 서산시 운산면 용현리 119-2                                     | 서산시         | 1963년 1월 21일 지정, 2010년 12월 27일 명칭변경                                            |      |
| 107호 |      | 부여 보광사지 대보광선사비 (扶餘 普光寺址 大普光禪師碑) (Stele for Great Master Bogwang from Bogwangsa Temple Site, Buyeo) | 충남 부여군 부여읍 금성로 5, 국립부여박물관 (동남리)                | 국립부여박물관 | 1963년 1월 21일 지정, 2010년 12월 27일 명칭변경                                            |      |
| 108호 |      | 부여 정림사지 석조여래좌상 (扶餘 定林寺址 石造如來坐像) (Stone Seated Buddha at Jeongnimsa Temple Site, Buyeo) | 충남 부여군 부여읍 동남리 254                                       | 부여군         | 1963년 1월 21일 지정, 2010년 8월 25일 명칭 변경                                            |      |
| 109호 |      | 전 광주 성거사지 오층석탑 ((傳)光州 聖居寺址 五層石塔) (Five-story Stone Pagoda at Seonggeosa Temple Site, Gwangju (Presumed)) | 광주 남구 천변좌로338번길 7 (구동)                                  | 광주시         | 1963년 1월 21일 지정, 2010년 12월 27일 명칭변경                                            |      |
| 110호 |      | 광주 지산동 오층석탑 (光州 芝山洞 五層石塔) (Five-story Stone Pagoda in Jisan-dong, Gwangju) | 광주 동구 지산동 448-4                                              | 광주시         | 1963년 1월 21일 지정, 2010년 12월 27일 명칭변경                                            |      |
| 111호 |      | 담양 개선사지 석등 (潭陽 開仙寺址 石燈) (Stone Lantern at Gaeseonsa Temple Site, Damyang) | 전남 담양군 가사문학면 학선리 593-2                                 | 담양군         | 1963년 1월 21일 지정, 2010년 12월 27일 명칭변경                                            |      |
| 112호 |      | 광양 중흥산성 삼층석탑 (光陽 中興山城 三層石塔) (Three-story Stone Pagoda of Jungheungsanseong Fortress, Gwangyang) | 전남 광양시 옥룡면 중흥로 263-100 (운평리)                          | 광양시         | 1963년 1월 21일 지정, 2010년 12월 27일 명칭변경                                            |      |
| 113호 |      | 청도 봉기리 삼층석탑 (淸道 鳳岐里 三層石塔) (Three-story Stone Pagoda in Bonggi-ri, Cheongdo) | 경북 청도군 풍각면 봉기리 719-5                                     | 청도군         | 1963년 1월 21일 지정, 2010년 12월 27일 명칭변경                                            |      |
| 114호 |      | 안동 평화동 삼층석탑 (安東 平和洞 三層石塔) (Three-story Stone Pagoda in Pyeonghwa-dong, Andong) | 경북 안동시 평화동 71-108                                           | 안동시         | 1963년 1월 21일 지정, 2010년 12월 27일 명칭변경                                            |      |
| 115호 |      | 안동 이천동 마애여래입상 (安東 泥川洞 磨崖如來立像) (Three-story Stone Pagoda in Pyeonghwa-dong, Andong) | 경북 안동시 이천동 산2                                              | 안동시         | 1963년 1월 21일 지정, 2010년 8월 25일 명칭 변경                                            |      |
| 116호 |      | 영주 석교리 석조여래입상 (榮州 石橋里 石造如來立像) (Stone Standing Buddha in Seokgyo-ri, Yeongju) | 경북 영주시 순흥면 석교리 160-2                                     | 영주시         | 1963년 1월 21일 지정, 2010년 8월 25일 명칭 변경                                            |      |
| 117호 |      | 상주 화달리 삼층석탑 (尙州 化達里 三層石塔) (Three-story Stone Pagoda in Hwadal-ri, Sangju) | 경북 상주시 사벌국면 화달리 857-6, 417-4                            | 상주시         | 1963년 1월 21일 지정, 2010년 12월 27일 명칭변경                                            |      |
| 118호 |      | 상주 증촌리 석조여래입상 (尙州 曾村里 石造如來立像) (Three-story Stone Pagoda in Hwadal-ri, Sangju) | 경북 상주시 함창읍 증촌2길 10-13 (증촌리)                           | 상주시         | 1963년 1월 21일 지정, 2010년 8월 25일 명칭 변경                                            |      |
| 119호 |      | 상주 복용동 석조여래좌상 (尙州 伏龍洞 石造如來坐像) (Stone Seated Buddha in Bogyong-dong, Sangju) | 경북 상주시 서성동 163-48                                           | 상주시         | 1963년 1월 21일 지정, 2010년 8월 25일 명칭 변경                                            |      |
| 120호 |      | 상주 증촌리 석조여래좌상 (尙州 曾村里 石造如來坐像) (Stone Seated Buddha in Jeungchon-ri, Sangju) | 경북 상주시 함창읍 증촌2길 10-13 (증촌리)                           | 상주시         | 1963년 1월 21일 지정, 2010년 8월 25일 명칭 변경                                            |      |
| 121호 |      | 경주 굴불사지 석조사면불상 (慶州 掘佛寺址 石造四面佛像) (Stone Buddhas in Four Directions at Gulbulsa Temple Site, Gyeongju) | 경북 경주시 동천동 산4                                              | 경주시         | 1963년 1월 21일 지정, 2010년 8월 25일 명칭 변경                                            |      |
| 122호 |      | 경주 율동 마애여래삼존입상 (慶州 栗洞 磨崖如來三尊立像) (Rock-carved Standing Buddha Triad in Yul-dong, Gyeongju) | 경북 경주시 두대안길 69 (율동)                                      | 경주시         | 1963년 1월 21일 지정, 2010년 8월 25일 명칭 변경                                            |      |
| 123호 |      | 경주 보문사지 당간지주 (慶州 普門寺址 幢竿支柱) (Flagpole Supports at Bomunsa Temple Site, Gyeongju) | 경북 경주시 보문동 856-3                                            | 경주시         | 1963년 1월 21일 지정, 2010년 12월 27일 명칭변경                                            |      |
| 124호 |      | 경주 남산동 동·서 삼층석탑 (慶州 南山洞 東·西 三層石塔) (East and West Three-story Stone Pagodas in Namsan-dong, Gyeongju) | 경북 경주시 남산동 227-3                                            | 경주시         | 1963년 1월 21일 지정, 2010년 12월 27일 명칭변경                                            |      |
| 125호 |      | 경주 무장사지 아미타불 조상 사적비 (慶州 鍪藏寺址 阿彌陀佛 造像 事蹟碑) (Stele for the Construction of Amitabha Buddha at Mujangsa Temple Site, Gyeongju)                                                                               | 경북 경주시 암곡동 산1-9                                            | 경주시         | 1963년 1월 21일 지정, 2010년 12월 27일 명칭변경                                            |      |
| 126호 |      | 경주 무장사지 삼층석탑 (慶州 鍪藏寺址 三層石塔) (Three-story Stone Pagoda at Mujangsa Temple Site, Gyeongju) | 경북 경주시 암곡동 산1-7                                            | 경주시         | 1963년 1월 21일 지정, 2010년 12월 27일 명칭변경                                            |      |
| 127호 |      | 경주 삼랑사지 당간지주 (慶州 三郞寺址 幢竿支柱) (Flagpole Supports at Samnangsa Temple Site, Gyeongju) | 경북 경주시 성건동 129-1                                            | 경주시         | 1963년 1월 21일 지정, 2010년 12월 27일 명칭변경                                            |      |
| 128호 |      | 합천 반야사지 원경왕사비 (陜川 般若寺址 元景王師碑) (Stele for Royal Preceptor Wongyeong from Banyasa Temple Site, Hapcheon) | 경남 합천군 가야면 해인사길 73-4 (치인리)                           | 합천군         | 1963년 1월 21일 지정                                                                       |      |
| 129호 |      | 합천 월광사지 동·서 삼층석탑 (陜川 月光寺址 東·西 三層石塔) (East and West Three-story Stone Pagodas at Wolgwangsa Temple Site, Hapcheon)                                                                                               | 경남 합천군 야로면 월광리 369-1, 365-1                              | 합천군         | 1963년 1월 21일 지정, 2010년 12월 27일 명칭변경                                            |      |
| 130호 |      | 용감수경<제3권,4권> (龍龕手鏡<第三卷,四卷>) (Yonggam sugyeong (The Handy Mirror in the Dragon Shrine), Volumes 3 and 4) | 서울 성북구 안암동5가 고려대학교아세아문제연구소                    | 고려대학교     | 1963년 1월 21일 지정, 1997년 1월 1일 해제, 국보 제291호로 승격                             |      |
| 131호 |      | 광주 증심사 철조비로자나불좌상 (光州 證心寺 鐵造毘盧遮那佛坐像) (Iron Seated Vairocana Buddha of Jeungsimsa Temple, Gwangju) | 광주 동구 증심사길 177, 증심사 (운림동)                             | 증심사         | 1963년 1월 21일 지정                                                                       |      |
| 132호 |      | 구례 화엄사 동 오층석탑 (求禮 華嚴寺 東 五層石塔) (East Five-story Stone Pagoda of Hwaeomsa Temple, Gurye) | 전남 구례군 마산면 화엄사로 539, 화엄사 (황전리)                    | 화엄사         | 1963년 1월 21일 지정, 2010년 12월 27일 명칭변경                                            |      |
| 133호 |      | 구례 화엄사 서 오층석탑 (求禮 華嚴寺 西 五層石塔) (West Five-story Stone Pagoda of Hwaeomsa Temple, Gurye) | 전남 구례군 마산면 화엄사로 539, 화엄사 (황전리)                    | 화엄사         | 1963년 1월 21일 지정, 2010년 12월 27일 명칭변경                                            |      |
| 134호 |      | 순천 송광사 경질 (順天 松廣寺 經帙) (Sutra Wrapper of Songgwangsa Temple, Suncheon) | 전남 순천시 송광면 송광사안길 100, 송광사 (신평리)                  | 송광사         | 1963년 1월 21일 지정                                                                       |      |
| 135호 |      | 대구 산격동 연화 운룡장식 승탑 (大邱 山格洞 蓮花 雲龍裝飾 僧塔) (Stupa with Lotus, Cloud and Dragon Design in Relief in Sangyeok-dong, Daegu)                                                                                           | 대구 북구 산격동 1370 경북대학교박물관                              | 경북대학교     | 1963년 1월 21일 지정, 2010년 12월 27일 명칭변경                                            |      |
| 136호 |      | 경주 남산 미륵곡 석조여래좌상 (慶州 南山 彌勒谷 石造如來坐像) (Stone Seated Buddha in Mireukgok Valley of Namsan Mountain, Gyeongju) | 경북 경주시 배반동 산66-2                                           | 경주시         | 1963년 1월 21일 지정, 2010년 8월 25일 명칭 변경                                            |      |
| 137호 |      | 문경 봉암사 지증대사탑 (聞慶 鳳巖寺 智證大師塔) (Stupa of Buddhist Monk Jijeung at Bongamsa Temple, Mungyeong) | 경북 문경시 가은읍 원북길 313, 봉암사 (원북리)                      | 봉암사         | 1963년 1월 21일 지정, 2010년 12월 27일 명칭변경                                            |      |
| 138호 |      | 봉암사지증대사적조탑비 (鳳巖寺智證大師寂照塔碑) | 경북 문경시 가은읍 원북리 485 봉암사                                | 봉암사         | 1963년 1월 21일 지정, 2010년 1월 4일 해제, 국보 제315호로 승격                             |      |
| 139호 |      | 평창 월정사 석조보살좌상 (平昌 月精寺 石造菩薩坐像) (Stone Seated Bodhisattva of Woljeongsa Temple, Pyeongchang) | 강원 평창군 진부면 오대산로 374-8, 월정사 (동산리)                  | 월정사         | 1963년 1월 21일 지정, 2010년 8월 25일 명칭 변경, 2017년 1월 2일 해제, 국보 제48-2호로 승격 |      |
| 140호 |      | 오대산상원사중창권선문 (五臺山上院寺重創勸善文) | 강원 평창군 진부면 동산리 63 월정사                                 | 월정사         | 1963년 1월 21일 지정, 1997년 1월 1일 해제, 국보 제292호로 승격                             |      |
| 141호 |      | 서울 문묘 및 성균관 (서울 文廟 및 成均館<大成殿·東廡·西廡·三門·明倫堂>) (Munmyo Confucian Shrine and Seonggyungwan National Academy, Seoul <Daeseongjeon Shrine, Dongmu and Seomu Shrines, Main Gate, and Myeongnyundang Lecture Hall>) | 서울 종로구 성균관로 25-2 (명륜3가)                                 | 종로구         | 1963년 1월 21일 지정                                                                       |      |
| 142호 |      | 서울 동관왕묘 (서울 東關王廟) (Donggwanwangmyo Shrine, Seoul) | 서울 종로구 난계로27길 84 (숭인동)                                  | 종로구         | 1963년 1월 21일 지정                                                                       |      |
| 143호 |      | 서산 개심사 대웅전 (瑞山 開心寺 大雄殿) (Daeungjeon Hall of Gaesimsa Temple, Seosan) | 충남 서산시 운산면 개심사로 321-86, 개심사 (신창리)                 | 개심사         | 1963년 1월 21일 지정                                                                       |      |
| 144호 |      | 통도사대웅전 (通度寺大雄殿) | 경남 양산시 하북면 지산리 583 (용문사)                              | 통도사         | 1963년 1월 21일 지정, 1997년 1월 1일 해제, 국보 제290호로 승격                             |      |
| 145호 |      | 예천 용문사 대장전 (醴泉 龍門寺 大藏殿) (Daejangjeon Hall of Yongmunsa Temple, Yecheon) | 경북 예천군 용문면 용문사길 285-30, 용문사 (내지리)                 | 용문사         | 1963년 1월 21일 지정, 2019년 12월 2일 해제, 국보 제328호로 승격                            |      |
| 146호 |      | 창녕 관룡사 약사전 (昌寧 觀龍寺 藥師殿) (Yaksajeon Hall of Gwallyongsa Temple, Changnyeong) | 경남 창녕군 창녕읍 화왕산관룡사길 171, 관룡사 (옥천리)              | 관룡사         | 1963년 1월 21일 지정                                                                       |      |
| 147호 |      | 밀양 영남루 (密陽 嶺南樓) (Yeongnamnu Pavilion, Miryang) | 경남 밀양시 중앙로 324 (내일동)                                     | 밀양시         | 1963년 1월 21일 지정, 2023년 12월 28일 해제, 국보로 승격                                   |      |
| 148호 |      | 공주 중동 석조 (公州 中洞 石槽) (Stone Basin in Jung-dong, Gongju) | 충남 공주시 관광단지길 34, 국립공주박물관 (웅진동)                  | 국립공주박물관 | 1963년 1월 21일 지정, 2010년 12월 27일 명칭변경                                            |      |
| 149호 |      | 공주 반죽동 석조 (公州 班竹洞 石槽) (Stone Basin in Banjuk-dong, Gongju) | 충남 공주시 관광단지길 34, 국립공주박물관 (웅진동)                  | 국립공주박물관 | 1963년 1월 21일 지정, 2010년 12월 27일 명칭변경                                            |      |
| 150호 |      | 공주 반죽동 당간지주 (公州 班竹洞 幢竿支柱) (Flagpole Supports in Banjuk-dong, Gongju) | 충남 공주시 반죽동 302-2                                            | 공주시         | 1963년 1월 21일 지정, 2010년 12월 27일 명칭변경                                            |      |
| 151호 |      | 구례 연곡사 삼층석탑 (求禮 鷰谷寺 三層石塔) (Three-story Stone Pagoda of Yeongoksa Temple, Gurye) | 전남 구례군 토지면 내동리 1354                                      | 연곡사         | 1963년 1월 21일 지정, 2010년 12월 27일 명칭변경                                            |      |
| 152호 |      | 구례 연곡사 현각선사탑비 (求禮 鷰谷寺 玄覺禪師塔碑) (Stele for Master Hyeongak at Yeongoksa Temple, Gurye) | 전남 구례군 토지면 피아골로 806-16, 연곡사 (내동리)                 | 연곡사         | 1963년 1월 21일 지정, 2010년 12월 27일 명칭변경                                            |      |
| 153호 |      | 구례 연곡사 동 승탑비 (求禮 鷰谷寺 東 僧塔碑) (East Stele of Yeongoksa Temple, Gurye) | 전남 구례군 토지면 피아골로 806-16, 연곡사 (내동리)                 | 연곡사         | 1963년 1월 21일 지정, 2010년 12월 27일 명칭변경                                            |      |
| 154호 |      | 구례 연곡사 소요대사탑 (求禮 鷰谷寺 逍遙大師塔) (Stupa of Buddhist Monk Soyo at Yeongoksa Temple, Gurye) | 전남 구례군 토지면 피아골로 806-16, 연곡사 (내동리)                 | 연곡사         | 1963년 1월 21일 지정, 2010년 12월 27일 명칭변경                                            |      |
| 155호 |      | 장흥 보림사 동 승탑 (長興 寶林寺 東 僧塔) (East Stupa of Borimsa Temple, Jangheung) | 전남 장흥군 유치면 봉덕리 산10-1                                    | 보림사         | 1963년 1월 21일 지정, 2010년 12월 27일 명칭변경                                            |      |
| 156호 |      | 장흥 보림사 서 승탑 (長興 寶林寺 西 僧塔) (West Stupa of Borimsa Temple, Jangheung) | 전남 장흥군 유치면 봉덕신덕길 62-1, 보림사 (봉덕리)                 | 보림사         | 1963년 1월 21일 지정, 2010년 12월 27일 명칭변경                                            |      |
| 157호 |      | 장흥 보림사 보조선사탑 (長興 寶林寺 普照禪師塔) (Stupa of Master Bojo at Borimsa Temple, Jangheung) | 전남 장흥군 유치면 봉덕리 산10-1                                    | 보림사         | 1963년 1월 21일 지정, 2010년 12월 27일 명칭변경                                            |      |
| 158호 |      | 장흥 보림사 보조선사탑비 (長興 寶林寺 普照禪師塔碑) (Stele for Master Bojo at Borimsa Temple, Jangheung) | 전남 장흥군 유치면 봉덕리 산10-1                                    | 보림사         | 1963년 1월 21일 지정, 2010년 12월 27일 명칭변경                                            |      |
| 159호 |      | 함안 방어산 마애약사여래삼존입상 (咸安 防禦山 磨崖藥師如來三尊立像) (Rock-carved Standing Bhaisajyaguru Buddha Triad in Bangeosan Mountain, Haman)                                                                                      | 경남 함안군 군북면 하림리 산131                                     | 함안군         | 1963년 1월 21일 지정, 2010년 8월 25일 명칭 변경                                            |      |
| 160호 |      | 유성룡 종가 문적 (柳成龍 宗家 文籍) (Documents of Ryu Seong-ryong's Family) | 경북 안동시 도산면 퇴계로 1997                                      | 한국국학진흥원 | 1963년 1월 21일 지정                                                                       |      |
| 161호 |      | 강화 정수사 법당 (江華 淨水寺 法堂) (Main Buddha Hall of Jeongsusa Temple, Ganghwa) | 인천 강화군 화도면 사기리 산86                                      | 정수사         | 1963년 1월 21일 지정                                                                       |      |
| 162호 |      | 청양 장곡사 상 대웅전 (靑陽 長谷寺 上 大雄殿) (Upper Daeungjeon Hall of Janggoksa Temple, Cheongyang) | 충남 청양군 대치면 장곡리 14                                        | 장곡사         | 1963년 1월 21일 지정                                                                       |      |
| 163호 |      | 쌍봉사대웅전 (雙峰寺大雄殿) | 전남 화순군 이양면 증리 쌍봉사                                      | 쌍봉사         | 1963년 1월 21일 지정, 1984년 5월 30일 해제, 1984년 4월 30일 화재로 소실                    |      |
| 164호 |      | 춘천 청평사 회전문 (春川 淸平寺 廻轉門) (Hoejeonmun Gate of Cheongpyeongsa Temple, Chuncheon) | 강원 춘천시 북산면 청평리 674                                       | 청평사         | 1963년 1월 21일 지정                                                                       |      |
| 165호 |      | 강릉 오죽헌 (江陵 烏竹軒) (Ojukheon House, Gangneung) | 강원 강릉시 율곡로3139번길 24 (죽헌동)                              | 강릉시         | 1963년 1월 21일 지정                                                                       |      |
| 166호 |      | 서울 홍제동 오층석탑 (서울 弘濟洞 五層石塔) (Five-story Stone Pagoda from Hongje-dong, Seoul) | 서울 용산구 서빙고로 137, 국립중앙박물관 (용산동6가)                | 국립중앙박물관 | 1963년 1월 21일 지정, 2010년 12월 27일 명칭변경                                            |      |
| 167호 |      | 정읍 은선리 삼층석탑 (井邑 隱仙里 三層石塔) (Three-story Stone Pagoda in Eunseon-ri, Jeongeup) | 전북 정읍시 영원면 은선리 43                                        | 정읍시         | 1963년 1월 21일 지정, 2010년 12월 27일 명칭변경                                            |      |
| 168호 |      | 경주 천군동 동·서 삼층석탑 (慶州 千軍洞 東·西 三層石塔) (East and West Three-story Stone Pagodas in Cheongun-dong, Gyeongju) | 경북 경주시 천군동 550-2, 550-3                                     | 경주시         | 1963년 1월 21일 지정, 2010년 12월 27일 명칭변경                                            |      |
| 169호 |      | 문경 봉암사 삼층석탑 (聞慶 鳳巖寺 三層石塔) (Three-story Stone Pagoda of Bongamsa Temple, Mungyeong) | 경북 문경시 가은읍 원북리 490-2                                     | 봉암사         | 1963년 1월 21일 지정, 2010년 12월 27일 명칭변경                                            |      |
| 170호 |      | 화순 쌍봉사 철감선사탑비 (和順 雙峯寺 澈鑒禪師塔碑) (Stele for Master Cheolgam at Ssangbongsa Temple, Hwasun) | 전남 화순군 이양면 증리 산195-1                                     | 쌍봉사         | 1963년 1월 21일 지정, 2010년 12월 27일 명칭변경                                            |      |
| 171호 |      | 문경 봉암사 정진대사탑 (聞慶 鳳巖寺 靜眞大師塔) (Stupa of Buddhist Monk Jeongjin at Bongamsa Temple, Mungyeong) | 경북 문경시 가은읍 원북리 산1-1                                     | 봉암사         | 1963년 1월 21일 지정, 2010년 12월 27일 명칭변경                                            |      |
| 172호 |      | 문경 봉암사 정진대사탑비 (聞慶 鳳巖寺 靜眞大師塔碑) (Stele for Buddhist Monk Jeongjin at Bongamsa Temple, Mungyeong) | 경북 문경시 가은읍 원북리 481-2                                     | 봉암사         | 1963년 1월 21일 지정, 2010년 12월 27일 명칭변경                                            |      |
| 173호 |      | 울주 망해사지 승탑 (蔚州 望海寺址 僧塔) (Stupa at Manghaesa Temple Site, Ulju) | 울산 울주군 청량읍 망해2길 102 (율리)                               | 울주군         | 1963년 1월 21일 지정, 2010년 12월 27일 명칭변경                                            |      |
| 174호 |      | 청양 장곡사 철조비로자나불좌상 및 석조대좌 (靑陽 長谷寺 鐵造毘盧遮那佛坐像 및 石造臺座) (Iron Seated Vairocana Buddha and Stone Pedestal of Janggoksa Temple, Cheongyang)                                                               | 충남 청양군 대치면 장곡길 241, 장곡사 (장곡리)                      | 장곡사         | 1963년 1월 21일 지정                                                                       |      |
| 175호 |      | 순천 송광사 경패 (順天 松廣寺 經牌) (Sutra Plaques of Songgwangsa Temple, Suncheon) | 전남 순천시 송광면 송광사안길 100, 송광사 (신평리)                  | 송광사         | 1963년 1월 21일 지정                                                                       |      |
| 176호 |      | 순천 송광사 금동 요령 (順天 松廣寺 金銅搖鈴) (Gilt-bronze Handbell of Songgwangsa Temple, Suncheon) | 전남 순천시 송광면 송광사안길 100, 송광사 (신평리)                  | 송광사         | 1963년 1월 21일 지정                                                                       |      |
| 177호 |      | 사직단 대문 (社稷壇 大門) (Main Gate of Sajikdan Altar) | 서울 종로구 사직동 1-38                                             | 문화재청장     | 1963년 1월 21일 지정                                                                       |      |
| 178호 |      | 강화 전등사 대웅전 (江華 傳燈寺 大雄殿) (Daeungjeon Hall of Jeondeungsa Temple, Ganghwa) | 인천 강화군 길상면 전등사로 37-41, 전등사 (온수리)                  | 전등사         | 1963년 1월 21일 지정                                                                       |      |
| 179호 |      | 강화 전등사 약사전 (江華 傳燈寺 藥師殿) (Yaksajeon Hall of Jeondeungsa Temple, Ganghwa) | 인천 강화군 길상면 전등사로 37-41, 전등사 (온수리)                  | 전등사         | 1963년 1월 21일 지정                                                                       |      |
| 180호 |      | 여주 신륵사 조사당 (驪州 神勒寺 祖師堂) (Josadang Shrine of Silleuksa Temple, Yeoju) | 경기 여주시 신륵사길 73, 신륵사 (천송동)                            | 신륵사         | 1963년 1월 21일 지정                                                                       |      |
| 181호 |      | 청양 장곡사 하 대웅전 (靑陽 長谷寺 下 大雄殿) (Lower Daeungjeon Hall of Janggoksa Temple, Cheongyang) | 충남 청양군 대치면 장곡길 241, 장곡사 (장곡리)                      | 장곡사         | 1963년 1월 21일 지정                                                                       |      |
| 182호 |      | 안동 임청각 (安東 臨淸閣) (Imcheonggak House, Andong) | 경북 안동시 임청각길 63 (법흥동)                                    | 이창수         | 1963년 1월 21일 지정, 2002년 9월 25일 문화재명칭 변경                                      |      |
| 183호 |      | 강릉 해운정 (江陵 海雲亭) (Haeunjeong Pavilion, Gangneung) | 강원 강릉시 운정길 125 (운정동)                                     | 심씨문중       | 1963년 1월 21일 지정                                                                       |      |
| 184호 |      | 부여 장하리 삼층석탑 (扶餘 長蝦里 三層石塔) (Three-story Stone Pagoda in Jangha-ri, Buyeo) | 충남 부여군 장암면 장하리 536                                       | 부여군         | 1963년 1월 21일 지정, 2010년 12월 27일 명칭변경                                            |      |
| 185호 |      | 부여 무량사 오층석탑 (扶餘 無量寺 五層石塔) (Five-story Stone Pagoda of Muryangsa Temple, Buyeo) | 충남 부여군 외산면 만수리 166 무량사                                | 무량사         | 1963년 1월 21일 지정, 2010년 12월 27일 명칭변경                                            |      |
| 186호 |      | 경주 남산 용장사곡 삼층석탑 (慶州 南山 茸長寺谷 三層石塔) (Three-story Stone Pagoda in Yongjangsagok Valley of Namsan Mountain, Gyeongju)                                                                                               | 경북 경주시 내남면 용장리 산1-1                                     | 경주시         | 1963년 1월 21일 지정, 2010년 12월 27일 명칭변경                                            |      |
| 187호 |      | 경주 남산 용장사곡 석조여래좌상 (慶州 南山 茸長寺谷 石造如來坐像) (Stone Seated Buddha in Yongjangsagok Valley of Namsan Mountain, Gyeongju)                                                                                            | 경북 경주시 내남면 용장리 산1-1                                     | 경주시         | 1963년 1월 21일 지정, 2010년 8월 25일 명칭 변경                                            |      |
| 188호 |      | 의성 관덕리 삼층석탑 (義城 觀德里 三層石塔) (Three-story Stone Pagoda in Gwandeok-ri, Uiseong) | 경북 의성군 단촌면 관덕리 889                                       | 의성군         | 1963년 1월 21일 지정                                                                       |      |
| 189호 |      | 칠곡 송림사 오층전탑 (漆谷 松林寺 五層塼塔) (Five-story Brick Pagoda of Songnimsa Temple, Chilgok) | 경북 칠곡군 동명면 송림길 73, 송림사 (구덕리)                       | 송림사         | 1963년 1월 21일 지정, 2010년 12월 27일 명칭변경                                            |      |
| 190호 |      | 원주 거돈사지 원공국사탑 (原州 居頓寺址 圓空國師塔) (Stupa of State Preceptor Wongong from Geodonsa Temple Site, Wonju) | 서울 용산구 서빙고로 137, 국립중앙박물관 (용산동6가)                | 국립중앙박물관 | 1963년 1월 21일 지정, 2010년 12월 27일 명칭변경                                            |      |
| 191호 |      | 강릉 보현사 낭원대사탑 (江陵 普賢寺 朗圓大師塔) (Stupa of Buddhist Monk Nangwon at Bohyeonsa Temple, Gangneung) | 강원 강릉시 성산면 보현길 396, 보현사 (보광리)                      | 보현사         | 1963년 1월 21일 지정, 2010년 12월 27일 명칭변경                                            |      |
| 192호 |      | 강릉 보현사 낭원대사탑비 (江陵 普賢寺 朗圓大師塔碑) (Stele for Buddhist Monk Nangwon at Bohyeonsa Temple, Gangneung) | 강원 강릉시 성산면 보현길 396, 보현사 (보광리)                      | 보현사         | 1963년 1월 21일 지정, 2010년 12월 27일 명칭변경                                            |      |
| 193호 |      | 청도 운문사 금당 앞 석등 (淸道 雲門寺 金堂 앞 石燈) (Stone Lantern at Geumdang Hall of Unmunsa Temple, Cheongdo) | 경북 청도군 운문면 운문사길 264, 운문사 (신원리)                    | 운문사         | 1963년 1월 21일 지정, 2010년 12월 27일 명칭변경                                            |      |
| 194호 |      | 부여 석조 (扶餘 石槽) (Stone Basin, Buyeo) | 충남 부여군 부여읍 금성로 5, 국립부여박물관 (동남리)                | 국립부여박물관 | 1963년 1월 21일 지정, 2010년 12월 27일 명칭변경                                            |      |
| 195호 |      | 금동관세음보살입상 (金銅觀世音菩薩立像) | 서울 종로구 세종로 1 (구)국립중앙박물관                             | 국립중앙박물관 | 1963년 1월 21일 지정, 1997년 1월 1일 해제, 국보 제293호로 승격                             |      |
| 196호 |      | 금동정지원명석가여래삼존입상 (金銅鄭智遠銘釋迦如來三尊立像) (Gilt-bronze Standing Sakyamuni Buddha Triad with Inscription of "Jeong Ji-won")                                                                                            | 충남 부여군 부여읍 금성로 5, 국립부여박물관 (동남리,국립부여박물관) | 국립부여박물관 | 1963년 1월 21일 지정                                                                       |      |
| 197호 |      | 청양 읍내리 석조여래삼존입상 (靑陽 邑內里 石造如來三尊立像) (Stone Standing Buddha Triad in Eumnae-ri, Cheongyang) | 충남 청양군 청양읍 칠갑산로9길 58 (읍내리)                          | 청양군         | 1963년 1월 21일 지정, 2010년 8월 25일 명칭 변경                                            |      |
| 198호 |      | 경주 남산 불곡 마애여래좌상 (慶州 南山 佛谷 磨崖如來坐像) (Rock-carved Seated Buddha in Bulgok Valley of Namsan Mountain, Gyeongju) | 경북 경주시 인왕동 산56                                             | 경주시         | 1963년 1월 21일 지정, 2010년 8월 25일 명칭 변경                                            |      |
| 199호 |      | 경주 남산 신선암 마애보살반가상 (慶州 南山 神仙庵 磨崖菩薩半跏像) (Rock-carved Bodhisattva at Sinseonam Hermitage in Namsan Mountain, Gyeongju)                                                                                         | 경북 경주시 남산동 산36-4                                           | 경주시         | 1963년 1월 21일 지정                                                                       |      |
| 200호 |      | 경주남산칠불암마애석불 (慶州南山七佛庵磨崖石佛) | 경북 경주시 남산동 산36                                             | 경주시         | 1963년 1월 21일 지정, 2009년 9월 2일 해제, 국보 제312호로 승격                             |      |

#### (구) 제201호 ~ 제300호
| 번호    | 사진                                   | 명칭 | 소재지                                                                   | 관리자 (단체)        | 지정일                                                                                     | 참조 |
| 201호   |                                        | 경주 남산 탑곡 마애불상군 (慶州 南山 塔谷 磨崖佛像群) (Rock-carved Buddhas in Tapgok Valley of Namsan Mountain, Gyeongju)                                                                                           | 경북 경주시 배반동 산72, 산79                                            | 경주시               | 1963년 1월 21일 지정, 2010년 8월 25일 명칭 변경                                            |      |
| 202호   |                                        | 의성 관덕동 석사자 (義城 觀德洞 石獅子) (Stone Lions from Gwandeok-dong, Uiseong) | 대구 수성구 황금로 200 국립대구박물관                                    | 국립경주박물관       | 1963년 1월 21일 지정, 2010년 12월 27일 명칭변경                                            |      |
| 203호   |                                        | 청도 박곡리 석조여래좌상 (淸道 珀谷里 石造如來坐像) (Stone Seated Buddha in Bakgok-ri, Cheongdo) | 경북 청도군 금천면 박곡길 295 (박곡리)                                   | 청도군               | 1963년 1월 21일 지정, 2010년 8월 25일 명칭 변경                                            |      |
| 204호   |                                        | 묘법연화경관세음보살보문품삼현원찬과문 (妙法蓮華經觀世音菩薩普門品三玄圓贊科文) (Saddharmapundarika Sutra (The Lotus Sutra))                                                                                        | 전남 순천시 송광면 송광사안길 100, 송광사 (신평리)                       | 송광사               | 1963년 1월 21일 지정, 2010년 8월 25일 명칭 변경                                            |      |
| 205호   |                                        | 대승아비달마잡집론소 권13~14 (大乘阿毗達磨雜集論䟽 卷十三~十四) (Commentary on the Mahayana abhidharma samucchaya vyakhya (Collection of the Mahayana Abhidharma), Volumes 13 and 14)                               | 전남 순천시 송광면 송광사안길 100, 송광사 (신평리)                       | 송광사               | 1963년 1월 21일 지정, 2010년 8월 25일 명칭 변경                                            |      |
| 206호   |                                        | 묘법연화경찬술 권1~2 (妙法蓮華經纘述 卷一~二) (Annotated Saddharmapundarika Sutra (The Lotus Sutra), Volumes 1 and 2)                                                                                               | 전남 순천시 송광면 송광사안길 100, 송광사 (신평리)                       | 송광사               | 1963년 1월 21일 지정, 2010년 8월 25일 명칭 변경                                            |      |
| 207호   |                                        | 금강반야경소개현초 권4~5 (金剛般若經?開玄抄 卷四~五) (Commentary on the Vajracchedika prajnaparamita Sutra (The Diamond Sutra), Volumes 4 and 5)                                                                    | 전남 순천시 송광면 송광사안길 100, 송광사 (신평리)                       | 송광사               | 1963년 1월 21일 지정, 2010년 8월 25일 명칭 변경                                            |      |
| 208호   |                                        | 청도 운문사 동호 (淸道 雲門寺 銅壺) (Bronze Jar of Unmunsa Temple, Cheongdo) | 경북 청도군 운문면 운문사길 264, 운문사 (신원리)                         | 운문사               | 1963년 1월 21일 지정                                                                       |      |
| 209호   |                                        | 대전 회덕 동춘당 (大田 懷德 同春堂) (Dongchundang Hall in Hoedeok, Daejeon) | 대전 대덕구 동춘당로 80 (송촌동)                                         | 송영진               | 1963년 1월 21일 지정                                                                       |      |
| 210호   |                                        | 안동 도산서원 전교당 (安東 陶山書院 典敎堂) (Jeongyodang Lecture Hall of Dosanseowon Confucian Academy, Andong) | 경북 안동시 도산면 도산서원길 154 (토계리)                               | 안동시               | 1963년 1월 21일 지정                                                                       |      |
| 211호   |                                        | 안동 도산서원 상덕사 및 삼문 (安東 陶山書院 尙德祠 및 三門) (Sangdeoksa Shrine and Main Gate of Dosanseowon Confucian Academy, Andong)                                                                              | 경북 안동시 도산면 도산서원길 154 (토계리)                               | 안동시               | 1963년 1월 21일 지정                                                                       |      |
| 212호   |                                        | 창녕 관룡사 대웅전 (昌寧 觀龍寺 大雄殿) (Daeungjeon Hall of Gwallyongsa Temple, Changnyeong) | 경남 창녕군 창녕읍 화왕산관룡사길 171 (옥천리)                           | 관룡사               | 1963년 1월 21일 지정                                                                       |      |
| 213호   |                                        | 삼척 죽서루 (三陟 竹西樓) (Jukseoru Pavilion, Samcheok) | 강원 삼척시 죽서루길 44 (성내동)                                         | 삼척시               | 1963년 1월 21일 지정                                                                       |      |
| 214호   |                                        | 강릉향교 대성전 (江陵鄕校 大成殿) (Daeseongjeon Shrine of Gangneunghyanggyo Local Confucian School) | 강원 강릉시 명륜로 29 (교동)                                             | 향교재단             | 1963년 1월 21일 지정                                                                       |      |
| 215호   |                                        | 서울 북한산 구기동 마애여래좌상 (서울 北漢山 舊基洞 磨崖如來坐像) (Rock-carved Seated Buddha in Bukhansan Mountain, Gugi-dong, Seoul)                                                                               | 서울 종로구 구기동 산2-1                                                 | 종로구               | 1963년 1월 21일 지정, 2010년 8월 25일 명칭 변경                                            |      |
| 216호   |                                        | 보은 법주사 마애여래의좌상 (報恩 法住寺 磨崖如來倚坐像) (Rock-carved Seated Buddha of Beopjusa Temple, Boeun) | 충북 보은군 속리산면 법주사로 379 (사내리)                               | 법주사               | 1963년 1월 21일 지정, 2010년 8월 25일 명칭 변경                                            |      |
| 217호   |                                        | 부여 대조사 석조미륵보살입상 (扶餘 大鳥寺 石造彌勒菩薩立像) (Stone Standing Maitreya Bodhisattva of Daejosa Temple, Buyeo)                                                                                          | 충남 부여군 임천면 성흥로197번길 112 (구교리)                            | 대조사               | 1963년 1월 21일 지정, 2010년 8월 25일 명칭 변경                                            |      |
| 218호   |                                        | 논산 관촉사 석조미륵보살입상 (論山 灌燭寺 石造彌勒菩薩立像) (Stone Standing Maitreya Bodhisattva of Gwanchoksa Temple, Nonsan)                                                                                      | 충남 논산시 관촉로1번길 25 (관촉동)                                      | 관촉사               | 1963년 1월 21일 지정, 2010년 8월 25일 명칭 변경, 2018년 4월 20일 지정, 국보 제323호로 승격 |      |
| 219호   |                                        | 논산 개태사지 석조여래삼존입상 (論山 開泰寺址 石造如來三尊立像) (Stone Standing Buddha Triad at Gaetaesa Temple Site, Nonsan)                                                                                       | 충남 논산시 연산면 계백로 2614-11 (천호리)                               | 논산시               | 1963년 1월 21일 지정, 2010년 8월 25일 명칭 변경                                            |      |
| 220-1호 |                                        | 영주 북지리 석조여래좌상 (榮州 北枝里 石造如來坐像) (Stone Seated Buddhas in Bukji-ri, Yeongju) | 경북 영주시 부석면 북지리 141                                            | 영주시               | 1963년 1월 21일 지정, 2010년 8월 25일 번호 변경                                            |      |
| 220-2호 |                                        | 영주 북지리 석조여래좌상 (榮州 北枝里 石造如來坐像) (Stone Seated Buddhas in Bukji-ri, Yeongju) | 경북 영주시 부석면 북지리 141                                            | 영주시               | 1963년 1월 21일 지정, 2010년 8월 25일 번호 변경                                            |      |
| 221호   |                                        | 영주 가흥동 마애여래삼존상 및 여래좌상 (榮州 可興洞 磨崖如來三尊像 및 如來坐像) (Rock-carved Buddha Triad and Seated Buddha in Gaheung-dong, Yeongju)                                                               | 경북 영주시 가흥동 264-2                                                 | 영주시               | 1963년 1월 21일 지정, 2010년 8월 25일 명칭 변경, 2008년 8월 28일 추가지정                  |      |
| 222호   |                                        | 합천 치인리 마애여래입상 (陜川 緇仁里 磨崖如來立像) (Rock-carved Standing Buddha in Chiin-ri, Hapcheon) | 경남 합천군 가야면 해인사길 85 (치인리)                                  | 합천군               | 1963년 1월 21일 지정, 2010년 8월 25일 명칭 변경                                            |      |
| 223호   |                                        | 철원 도피안사 삼층석탑 (鐵原 到彼岸寺 三層石塔) (Three-story Stone Pagoda of Dopiansa Temple, Cheorwon) | 강원 철원군 동송읍 관우리 423                                            | 도피안사             | 1963년 1월 21일 지정, 2010년 12월 27일 명칭변경                                            |      |
| 224호   |                                        | 서천 성북리 오층석탑 (舒川 城北里 五層石塔) (Five-story Stone Pagoda in Seongbuk-ri, Seocheon) | 충남 서천군 비인면 성북리 182-1                                          | 서천군               | 1963년 1월 21일 지정, 2010년 12월 27일 명칭변경                                            |      |
| 225호   |                                        | 여주 신륵사 다층석탑 (驪州 神勒寺 多層石塔) (Multi-story Stone Pagoda of Silleuksa Temple, Yeoju) | 경기 여주시 신륵사길 73, 신륵사 (천송동282)                              | 신륵사               | 1963년 1월 21일 지정, 2010년 12월 27일 명칭변경                                            |      |
| 226호   |                                        | 여주 신륵사 다층전탑 (驪州 神勒寺 多層塼塔) (Multi-story Brick Pagoda of Silleuksa Temple, Yeoju) | 경기 여주시 신륵사길 73, 신륵사 (천송동)                                 | 신륵사               | 1963년 1월 21일 지정, 2010년 12월 27일 명칭변경                                            |      |
| 227호   |                                        | 창녕 인양사 조성비 (昌寧 仁陽寺 造成碑) (Stele for the Construction of Inyangsa Temple, Changnyeong) | 경남 창녕군 창녕읍 교리 294                                              | 창녕군               | 1963년 1월 21일 지정, 2010년 12월 27일 명칭변경                                            |      |
| 228호   |                                        | 여주 신륵사 보제존자석종 (驪州 神勒寺 普濟尊者石鍾) (Bell-shaped Stupa of Buddhist Monk Boje at Silleuksa Temple, Yeoju)                                                                                            | 경기 여주시 신륵사길 73, 신륵사 (천송동282)                              | 신륵사               | 1963년 1월 21일 지정, 2010년 12월 27일 명칭변경                                            |      |
| 229호   |                                        | 여주 신륵사 보제존자석종비 (驪州 神勒寺 普濟尊者石鍾碑) (Stele for Buddhist Monk Boje at Silleuksa Temple, Yeoju)                                                                                                   | 경기 여주시 신륵사길 73, 신륵사 (천송동282)                              | 신륵사               | 1963년 1월 21일 지정, 2010년 12월 27일 명칭변경                                            |      |
| 230호   |                                        | 여주 신륵사 대장각기비 (驪州 神勒寺 大藏閣記碑) (Stele for the Construction of Daejanggak Depositories of Silleuksa Temple, Yeoju)                                                                                  | 경기 여주시 신륵사길 73, 신륵사 (천송동282)                              | 신륵사               | 1963년 1월 21일 지정, 2010년 12월 27일 명칭변경                                            |      |
| 231호   |                                        | 여주 신륵사 보제존자석종 앞 석등 (驪州 神勒寺 普濟尊者石鍾 앞 石燈) (Stone Lantern in Front of the Stupa of Buddhist Monk Boje at Silleuksa Temple, Yeoju)                                                          | 경기 여주시 신륵사길 73, 신륵사 (천송동282)                              | 신륵사               | 1963년 1월 21일 지정, 2010년 12월 27일 명칭변경                                            |      |
| 232호   |                                        | 논산 관촉사 석등 (論山 灌燭寺 石燈) (Stone Lantern of Gwanchoksa Temple, Nonsan) | 충남 논산시 관촉로1번길 25 (관촉동)                                      | 관촉사               | 1963년 1월 21일 지정, 2010년 12월 27일 명칭변경                                            |      |
| 233호   |                                        | 부여 무량사 석등 (扶餘 無量寺 石燈) (Stone Lantern of Muryangsa Temple, Buyeo) | 충남 부여군 외산면 무량로 203 (만수리)                                   | 무량사               | 1963년 1월 21일 지정, 2010년 12월 27일 명칭변경                                            |      |
| 234호   |                                        | 군산 발산리 석등 (群山 鉢山里 石燈) (Stone Lantern in Balsan-ri, Gunsan) | 전북 군산시 개정면 바르메길 43 (발산리)                                  | 군산시               | 1963년 1월 21일 지정, 2010년 12월 27일 명칭변경                                            |      |
| 235호   |                                        | 서울 장의사지 당간지주 (서울 莊義寺址 幢竿支柱) (Flagpole Supports at Janguisa Temple Site, Seoul) | 서울 종로구 세검정로9길 1 (신영동)                                       | 종로구               | 1963년 1월 21일 지정, 2010년 12월 27일 명칭변경                                            |      |
| 236호   |                                        | 익산 미륵사지 당간지주 (益山 彌勒寺址 幢竿支柱) (Flagpole Supports at Mireuksa Temple Site, Iksan) | 전북 익산시 금마면 기양리 93-1, 79, 80-2                                 | 익산시               | 1963년 1월 21일 지정, 2010년 12월 27일 명칭변경                                            |      |
| 237호   |                                        | 청자 순화4년명 항아리 (靑磁 淳化四年銘 壺) (Celadon Jar with Inscription of "the Fourth Sunhwa Year") | 서울 서대문구 이화여대길 52, 박물관 (신촌동)                             | 이화여자대학교박물관 | 1963년 1월 21일 지정, 2019년 5월 2일 해제 국보 제326호로 승격                              |      |
| 238호   |                                        | 백자 박산형뚜껑 향로 (白磁 博山形蓋 香爐) (White Porcelain Incense Burner with a Lid in the Shape of Baksan Mountain)                                                                                               | 서울 성북구 성북로 102-11, 간송미술관 (성북동,간송미술관)                | 간송미술관           | 1963년 1월 21일 지정                                                                       |      |
| 239호   |                                        | 분청사기 상감모란문 매병 (粉靑沙器 象嵌牡丹文 梅甁) (Buncheong Prunus Vase with Inlaid Peony Design) | 경북 경산시 대학로 280, 영남대학교박물관 (대동,영남대학교)               | 영남대학교박물관     | 1963년 1월 21일 지정                                                                       |      |
| 240호   |                                        | 백자 청화투각모란당초문 항아리 (白磁 靑畵透刻牡丹唐草文 立壺) (White Porcelain Jar with Openwork Peony and Scroll Design in Underglaze Cobalt Blue)                                                                 | 서울 용산구 서빙고로 137, 국립중앙박물관 (용산동6가)                     | 국립중앙박물관       | 1963년 1월 21일 지정                                                                       |      |
| 241호   |                                        | 청화백자철사진사국화문병 (靑華白磁鐵砂辰砂菊花文甁) | 서울 성북구 성북동 97-1 간송미술관                                       | 전성우               | 1963년 1월 21일 지정, 1997년 1월 1일 해제, 국보 제294호로 승격                             |      |
| 242호   |                                        | 안동 개목사 원통전 (安東 開目寺 圓通殿) (Wontongjeon Hall of Gaemoksa Temple, Andong) | 경북 안동시 서후면 개목사길 362, 개목사 (태장리)                         | 개목사               | 1963년 1월 21일 지정                                                                       |      |
| 243호   |                                        | 대구 동화사 마애여래좌상 (大邱 桐華寺 磨崖如來坐像) (Rock-carved Seated Buddha of Donghwasa Temple, Daegu) | 대구 동구 팔공산로201길 41, 동화사 (도학동)                              | 동화사               | 1963년 1월 21일 지정, 2010년 8월 25일 명칭 변경                                            |      |
| 244호   |                                        | 대구 동화사 비로암 석조비로자나불좌상 (大邱 桐華寺 毘盧庵 石造毘盧遮那佛坐像) (Stone Seated Vairocana Buddha at Biroam Hermitage of Donghwasa Temple, Daegu)                                                        | 대구 동구 팔공산로201길 41, 동화사 (도학동)                              | 동화사               | 1963년 1월 21일 지정, 2010년 8월 25일 명칭 변경                                            |      |
| 245호   |                                        | 김천 갈항사지 석조여래좌상 (金泉 葛項寺址 石造如來坐像) (Stone Seated Buddha at Galhangsa Temple Site, Gimcheon) | 경북 김천시 남면 오봉리 65-1                                             | 김천시               | 1963년 1월 21일 지정, 2010년 8월 25일 명칭 변경                                            |      |
| 246호   |                                        | 의성 고운사 석조여래좌상 (義城 孤雲寺 石造如來坐像) (Stone Seated Buddha of Gounsa Temple, Uiseong) | 경북 의성군 단촌면 고운사길 415 (구계리)                                 | 고운사               | 1963년 1월 21일 지정, 2010년 8월 25일 명칭 변경                                            |      |
| 247호   |                                        | 대구 동화사 비로암 삼층석탑 (大邱 桐華寺 毘盧庵 三層石塔) (Three-story Stone Pagoda at Biroam Hermitage of Donghwasa Temple, Daegu)                                                                                 | 대구 동구 팔공산로201길 41, 동화사 (도학동)                              | 동화사               | 1963년 1월 21일 지정, 2010년 12월 27일 명칭변경                                            |      |
| 248호   |                                        | 대구 동화사 금당암 동·서 삼층석탑 (大邱 桐華寺 金堂庵 東·西 三層石塔) (East and West Three-story Stone Pagodas at Geumdangam Hermitage of Donghwasa Temple, Daegu)                                                  | 대구 동구 팔공산로201길 41, 동화사 (도학동)                              | 동화사               | 1963년 1월 21일 지정, 2010년 12월 27일 명칭변경                                            |      |
| 249호   |                                        | 영주 부석사 삼층석탑 (榮州 浮石寺 三層石塔) (Three-story Stone Pagoda of Buseoksa Temple, Yeongju) | 경북 영주시 부석면 북지리 149 부석사                                     | 부석사               | 1963년 1월 21일 지정, 2010년 12월 27일 명칭변경                                            |      |
| 250호   |                                        | 부산 범어사 삼층석탑 (釜山 梵魚寺 三層石塔) (Three-story Stone Pagoda of Beomeosa Temple, Busan) | 부산 금정구 범어사로 250, 범어사 (청룡동)                                | 범어사               | 1963년 1월 21일 지정, 2010년 12월 27일 명칭변경                                            |      |
| 251호   |                                        | 칠곡 선봉사 대각국사비 (漆谷 僊鳳寺 大覺國師碑) (Stele for State Preceptor Daegak at Seonbongsa Temple, Chilgok) | 경북 칠곡군 북삼읍 숭산로 275-209 (숭오리)                               | 칠곡군               | 1963년 1월 21일 지정, 2010년 12월 27일 명칭변경                                            |      |
| 252호   |                                        | 포항 보경사 원진국사비 (浦項 寶鏡寺 圓眞國師碑) (Stele for State Preceptor Wonjin at Bogyeongsa Temple, Pohang) | 경북 포항시 북구 송라면 보경로 523, 보경사 (중산리)                      | 보경사               | 1963년 1월 21일 지정, 2010년 12월 27일 명칭변경                                            |      |
| 253호   |                                        | 합천 청량사 석등 (陜川 淸凉寺 石燈) (Stone Lantern of Cheongnyangsa Temple, Hapcheon) | 경남 합천군 가야면 청량동길 144, 청량사 (황산리)                         | 청량사               | 1963년 1월 21일 지정, 2010년 12월 27일 명칭변경                                            |      |
| 254호   |                                        | 대구 동화사 당간지주 (大邱 桐華寺 幢竿支柱) (Flagpole Supports of Donghwasa Temple, Daegu) | 대구 동구 팔공산로201길 41, 동화사 (도학동)                              | 동화사               | 1963년 1월 21일 지정, 2010년 12월 27일 명칭변경                                            |      |
| 255호   |                                        | 영주 부석사 당간지주 (榮州 浮石寺 幢竿支柱) (Flagpole Supports of Buseoksa Temple, Yeongju) | 경북 영주시 부석면 북지리 117                                            | 부석사               | 1963년 1월 21일 지정, 2010년 12월 27일 명칭변경                                            |      |
| 256호   |                                        | 공주 갑사 철당간 (公州 甲寺 鐵幢竿) (Iron Flagpole of Gapsa Temple, Gongju) | 충남 공주시 계룡면 중장리 58                                             | 갑사                 | 1963년 1월 21일 지정, 2010년 12월 27일 명칭변경                                            |      |
| 257호   |                                        | 공주 갑사 승탑 (公州 甲寺 僧塔) (Stupa of Gapsa Temple, Gongju) | 충남 공주시 계룡면 갑사로 568-2, 갑사 (중장리)                           | 갑사                 | 1963년 1월 21일 지정, 2010년 12월 27일 명칭변경                                            |      |
| 258호   |                                        | 대구 산격동 사자 주악장식 승탑 (大邱 山格洞 獅子 奏樂裝飾 僧塔) (Stupa with Lion and Musician in Relief in Sangyeok-dong, Daegu)                                                                                    | 대구 북구 산격동 1370 경북대학교박물관                                   | 경북대학교           | 1963년 1월 21일 지정, 2010년 12월 27일 명칭변경                                            |      |
| 259호   |                                        | 남양주 수종사 사리탑 사리장엄구 (南陽州 水鐘寺 舍利塔 舍利莊嚴具) (Reliquaries from the Stupa of Sujongsa Temple, Namyangju)                                                                                        | 서울 종로구 우정국로 55, 불교중앙박물관 (견지동,광교빌딩)                | 불교중앙박물관       | 1963년 1월 21일 지정, 2019년 6월 26일 명칭 변경                                            |      |
| 260호   |                                        | 유희춘 미암일기 및 미암집목판 (柳希春 眉巖日記 및 眉巖集木板) (Woodblocks of Miam ilgi (Diary of Miam) and Miamjip (Collected Works of Miam) by Yu Hui-chun)                                                        | 전남 담양군                                                              | 유종하               | 1963년 1월 21일 지정, 2010년 8월 25일 명칭 변경                                            |      |
| 261호   |                                        | 권벌 충재일기 (權橃 沖齋日記) (Chungjae ilgi (Diary of Chungjae) by Gwon Beol) | 경북 봉화군 봉화읍 충재길 44 (유곡리)                                    | 충재박물관           | 1963년 1월 21일 지정, 2010년 8월 25일 명칭 변경                                            |      |
| 262호   |                                        | 근사록 (近思錄) (Geunsarok (Reflections on Things at Hand)) | 경북 봉화군 봉화읍 충재길 44 (유곡리)                                    | 충재박물관           | 1963년 1월 21일 지정                                                                       |      |
| 263호   |                                        | 순천 송광사 하사당 (順天 松廣寺 下舍堂) (Hasadang Dormitory of Songgwangsa Temple, Suncheon) | 전남 순천시 송광면 송광사안길 100, 송광사 (신평리)                       | 송광사               | 1963년 1월 21일 지정                                                                       |      |
| 264호   |                                        | 합천 해인사 석조여래입상 (陜川 海印寺 石造如來立像) (Stone Standing Buddha of Haeinsa Temple, Hapcheon) | 경남 합천군 가야면 해인사길 85, 해인사 (치인리)                          | 해인사               | 1963년 1월 21일 지정                                                                       |      |
| 265호   |                                        | 합천 청량사 석조여래좌상 (陜川 淸凉寺 石造如來坐像) (Stone Seated Buddha of Cheongnyangsa Temple, Hapcheon) | 경남 합천군 가야면 청량동길 144, 청량사 (황산리)                         | 청량사               | 1963년 1월 21일 지정, 2010년 8월 25일 명칭 변경                                            |      |
| 266호   |                                        | 합천 청량사 삼층석탑 (陜川 淸凉寺 三層石塔) (Three-story Stone Pagoda of Cheongnyangsa Temple, Hapcheon) | 경남 합천군 가야면 청량동길 144, 청량사 (황산리)                         | 청량사               | 1963년 1월 21일 지정, 2010년 12월 27일 명칭변경                                            |      |
| 267호   |                                        | 임실 진구사지 석등 (任實 珍丘寺址 石燈) (Stone Lantern at Jingusa Temple Site, Imsil) | 전북 임실군 신평면 용암리 734                                            | 임실군               | 1963년 1월 21일 지정, 2010년 12월 27일 명칭변경                                            |      |
| 268호   |                                        | 분청사기 상감연화문 편병 (粉靑沙器 象嵌蓮花文 扁甁) (Buncheong Flat Bottle with Inlaid Lotus Design) | 대구 북구 대학로 80, 경북대학교박물관 (산격동,경북대학교)                | 경북대학교박물관     | 1963년 1월 21일 지정                                                                       |      |
| 269-1호 |                                        | 감지은니묘법연화경 권1 (紺紙銀泥妙法蓮華經 卷一) (Transcription of Saddharmapundarika Sutra (The Lotus Sutra) in Silver on Indigo Paper, Volume 1)                                                                  | 서울 용산구 서빙고로 137 국립중앙박물관                                  | 국립중앙박물관       | 1963년 1월 21일 지정, 2007년 10월 24일 지정번호 변경, 2010년 8월 25일 명칭 변경            |      |
| 269-2호 |                                        | 감지은니묘법연화경 권2, 4, 5, 6 (紺紙銀泥妙法蓮華經 卷二, 四, 五, 六) (Transcription of Saddharmapundarika Sutra (The Lotus Sutra) in Silver on Indigo Paper, Volumes 2, 4, 5, and 6)                               | 서울 종로구 우정국로 55, 불교중앙박물관 (견지동,광교빌딩)                | 불교중앙박물관       | 1963년 9월 2일 지정, 2010년 8월 25일 명칭 변경                                             |      |
| 269-3호 |                                        | 감지은니묘법연화경 권3 (紺紙銀泥妙法蓮華經 卷三) (Transcription of Saddharmapundarika Sutra (The Lotus Sutra) in Silver on Indigo Paper, Volume 3)                                                                  | 부산 서구 구덕로 255, 부민캠퍼스 동아대학교박물관 (부용동2가,동아대학교) | 동아대학교박물관     | 2007년 10월 24일 지정, 2010년 8월 25일 명칭 변경                                           |      |
| 269-4호 |                                        | 감지은니묘법연화경 권7 (紺紙銀泥妙法蓮華經 卷七) (Transcription of Saddharmapundarika Sutra (The Lotus Sutra) in Silver on Indigo Paper, Volume 7)                                                                  | 서울 용산구 서빙고로 137, 국립중앙박물관 (용산동6가)                     | 국립중앙박물관       | 2007년 10월 24일 지정, 2010년 8월 25일 명칭 변경                                           |      |
| 270호   |                                        | 감지금니 묘법연화경 권6 (紺紙金泥妙法蓮華經 卷六) (Transcription of Saddharmapundarika Sutra (The Lotus Sutra) in Gold on Indigo Paper, Volume 6)                                                                   | 서울 용산구 서빙고로 137, 국립중앙박물관 (용산동6가)                     | 국립중앙박물관       | 1963년 1월 21일 지정, 2010년 8월 25일 명칭 변경                                            |      |
| 271호   |                                        | 백지은니대불정여래밀인수증요의제보살만행수능엄경 권10 (白紙銀泥大佛頂如來密因脩證了義諸菩薩萬行首楞嚴經 卷十) (Transcription of Shurangama Sutra (The Sutra of the Heroic One) in Silver on White Paper, Volume 10) | 대구 북구 대학로 80, 경북대학교도서관 고서실 (산격동,경북대학교)         | 경북대학교도서관     | 1963년 1월 21일 지정, 2010년 8월 25일 명칭 변경                                            |      |
| 272호   |                                        | 장수향교 대성전 (長水鄕校 大成殿) (Daeseongjeon Shrine of Jangsuhyanggyo Local Confucian School) | 전북 장수군 장수읍 향교길 31-14 (장수리)                                 | 향교재단             | 1963년 1월 21일 지정                                                                       |      |
| 273호   |                                        | 곡성 태안사 적인선사탑 (谷城 泰安寺 寂忍禪師塔) (Stupa of Master Jeokin at Taeansa Temple, Gokseong) | 전남 곡성군 죽곡면 태안로 622-215, 태안사 (원달리)                       | 태안사               | 1963년 1월 21일 지정, 2010년 12월 27일 명칭변경                                            |      |
| 274호   |                                        | 곡성 태안사 광자대사탑 (谷城 泰安寺 廣慈大師塔) (Stupa of Buddhist Monk Gwangja at Taeansa Temple, Gokseong) | 전남 곡성군 죽곡면 태안로 622-71, 태안사 (원달리)                        | 태안사               | 1963년 1월 21일 지정, 2010년 12월 27일 명칭변경                                            |      |
| 275호   |                                        | 곡성 태안사 광자대사탑비 (谷城 泰安寺 廣慈大師塔碑) (Stele for Buddhist Monk Gwangja at Taeansa Temple, Gokseong)                                                                                                   | 전남 곡성군 죽곡면 태안로 622-71, 태안사 (원달리)                        | 태안사               | 1963년 1월 21일 지정, 2010년 12월 27일 명칭변경                                            |      |
| 276호   |                                        | 군산 발산리 오층석탑 (群山 鉢山里 五層石塔) (Five-story Stone Pagoda in Balsan-ri, Gunsan) | 전북 군산시 개정면 바르메길 43 (발산리)                                  | 군산시               | 1963년 1월 21일 지정, 2010년 12월 27일 명칭변경                                            |      |
| 277호   |                                        | 부안 내소사 동종 (扶安 來蘇寺 銅鍾) (Bronze Bell of Naesosa Temple, Buan) | 전북 부안군 진서면 내소사로 243, 내소사 (석포리)                         | 내소사               | 1963년 1월 21일 지정                                                                       |      |
| 278호   | 파일:백지묵서묘법연화경 (보물 제278호) | 백지묵서묘법연화경 (白紙墨書妙法蓮華經) (Transcription of Saddharmapundarika Sutra (The Lotus Sutra) in Ink on White Paper)                                                                                         | 서울 종로구 우정국로 55, 불교중앙박물관 (견지동,광교빌딩)                | 불교중앙박물관       | 1963년 1월 21일 지정, 2010년 8월 25일 명칭 변경                                            |      |
| 279호   |                                        | 고창 선운사 금동지장보살좌상 (高敞 禪雲寺 金銅地藏菩薩坐像) (Gilt-bronze Seated Ksitigarbha Bodhisattva of Seonunsa Temple, Gochang)                                                                                | 전북 고창군 아산면 선운사로 250, 선운사 (삼인리)                         | 선운사               | 1963년 1월 21일 지정                                                                       |      |
| 280호   |                                        | 고창 선운사 도솔암 금동지장보살좌상 (高敞 禪雲寺 兜率庵 金銅地藏菩薩坐像) (Gilt-bronze Seated Ksitigarbha Bodhisattva at Dosoram Hermitage of Seonunsa Temple, Gochang)                                             | 전북 고창군 아산면 선운사로 250, 선운사 (삼인리)                         | 선운사               | 1963년 1월 21일 지정                                                                       |      |
| 281호   |                                        | 남원 광한루 (南原 廣寒樓) (Gwanghallu Pavilion, Namwon) | 전북 남원시 천거동 75                                                    | 남원시               | 1963년 1월 21일 지정                                                                       |      |
| 282호   |                                        | 여주 고달사지 쌍사자 석등 (驪州 高達寺址 雙獅子 石燈) (Twin Lion Stone Lantern from Godalsa Temple Site, Yeoju) | 서울 용산구 서빙고로 137, 국립중앙박물관 (용산동6가)                     | 국립중앙박물관       | 1963년 1월 21일 지정, 2010년 12월 27일 명칭변경                                            |      |
| 283호   |                                        | 금보 (琴譜) (Geumbo (Scores for Geomungo)) | 서울 성북구 성북로 102-11, 간송미술관 (성북동,간송미술관)                | 간송미술관           | 1963년 1월 21일 지정                                                                       |      |
| 284호   |                                        | 금동여래입상 (金銅如來立像) (Gilt-bronze Standing Buddha) | 서울 용산구 서빙고로 137, 국립중앙박물관 (용산동6가)                     | 국립중앙박물관       | 1963년 1월 21일 지정                                                                       |      |
| 285호   |                                        | 금동보살입상 (金銅菩薩立像) (Gilt-bronze Standing Bodhisattva) | 서울 용산구 서빙고로 137, 국립중앙박물관 (용산동6가)                     | 국립중앙박물관       | 1963년 1월 21일 지정                                                                       |      |
| 286호   |                                        | 청자 상감포도동자문 매병 (靑磁 象嵌葡萄童子文 梅甁) (Celadon Prunus Vase with Inlaid Grapes and Child Design) | 서울 성북구 성북로 102-11, 간송미술관 (성북동,간송미술관)                | 간송미술관           | 1963년 1월 21일 지정                                                                       |      |
| 287호   |                                        | 분청사기 박지철채화문 병 (粉靑沙器 剝地鐵彩花文 甁) (Buncheong Bottle with Sgraffito Floral Design in Underglaze Iron)                                                                                              | 서울 성북구 성북로 102-11, 간송미술관 (성북동,간송미술관)                | 간송미술관           | 1963년 1월 21일 지정                                                                       |      |
| 288호   |                                        | 청동 은입사 향완 (靑銅 銀入絲 香垸) (Bronze Incense Burner with Silver-inlaid Design) | 경기 의왕시                                                              | 곽영대               | 1963년 1월 21일 지정                                                                       |      |
| 289호   |                                        | 정읍 피향정 (井邑 披香亭) (Pihyangjeong Pavilion, Jeongeup) | 전북 정읍시 태인면 태창리 102-2                                          | 정읍시               | 1963년 1월 21일 지정                                                                       |      |
| 290호   |                                        | 고창 선운사 대웅전 (高敞 禪雲寺 大雄殿) (Daeungjeon Hall of Seonunsa Temple, Gochang) | 전북 고창군 아산면 선운사로 250, 선운사 (삼인리)                         | 선운사               | 1963년 1월 21일 지정                                                                       |      |
| 291호   |                                        | 부안 내소사 대웅보전 (扶安 來蘇寺 大雄寶殿) (Daeungbojeon Hall of Naesosa Temple, Buan) | 전북 부안군 진서면 내소사로 243, 내소사 (석포리)                         | 내소사               | 1963년 1월 21일 지정                                                                       |      |
| 292호   |                                        | 부안 개암사 대웅전 (扶安 開岩寺 大雄殿) (Daeungjeon Hall of Gaeamsa Temple, Buan) | 전북 부안군 상서면 개암로 248, 개암사 (감교리)                           | 개암사               | 1963년 1월 21일 지정                                                                       |      |
| 293호   |                                        | 세병관 (洗兵館) | 경남 통영시 문화동 62-1                                                  | 통영시               | 1963년 1월 21일 지정, 2002년 10월 14일 해제, 국보 제305호로 승격                           |      |
| 294호   |                                        | 함양 승안사지 삼층석탑 (咸陽 昇安寺址 三層石塔) (Three-story Stone Pagoda at Seungansa Temple Site, Hamyang) | 경남 함양군 수동면 우명리 263                                            | 함양군               | 1963년 1월 21일 지정, 2010년 12월 27일 명칭변경                                            |      |
| 295호   |                                        | 창녕 관룡사 용선대 석조여래좌상 (昌寧 觀龍寺 龍船臺 石造如來坐像) (Stone Seated Buddha at Yongseondae Cliff of Gwallyongsa Temple, Changnyeong)                                                                     | 경남 창녕군 창녕읍 옥천리 산 328                                         | 관룡사               | 1963년 1월 21일 지정, 2010년 8월 25일 명칭 변경                                            |      |
| 296호   |                                        | 김천 청암사 수도암 석조보살좌상 (金泉 靑巖寺 修道庵 石造菩薩坐像) (Stone Seated Bodhisattva at Sudoam Hermitage of Cheongamsa Temple, Gimcheon)                                                                     | 경북 김천시 증산면 수도길 1438, 청암사 (수도리)                          | 수도암               | 1963년 1월 21일 지정, 2010년 8월 25일 명칭 변경                                            |      |
| 297호   |                                        | 김천 청암사 수도암 동·서 삼층석탑 (金泉 靑巖寺 修道庵 東·西 三層石塔) (East and West Three-story Stone Pagodas at Sudoam Hermitage of Cheongamsa Temple, Gimcheon)                                                  | 경북 김천시 증산면 수도길 1438, 청암사 (수도리)                          | 수도암               | 1963년 1월 21일 지정, 2010년 12월 27일 명칭변경                                            |      |
| 298호   |                                        | 강진 월남사지 삼층석탑 (康津 月南寺址 三層石塔) (Three-story Stone Pagoda at Wollamsa Temple Site, Gangjin) | 전남 강진군 성전면 월남리 854                                            | 강진군               | 1963년 1월 21일 지정, 2010년 12월 27일 명칭변경                                            |      |
| 299호   |                                        | 구례 화엄사 대웅전 (求禮 華嚴寺 大雄殿) (Daeungjeon Hall of Hwaeomsa Temple, Gurye) | 전남 구례군 마산면 화엄사로 539, 화엄사 (황전리)                         | 화엄사               | 1963년 1월 21일 지정                                                                       |      |
| 300호   |                                        | 구례 화엄사 원통전 앞 사자탑 (求禮 華嚴寺 圓通殿 앞 獅子塔) (Lion Pagoda at Wontongjeon Hall of Hwaeomsa Temple, Gurye)                                                                                             | 전남 구례군 마산면 화엄사로 539, 화엄사 (황전리)                         | 화엄사               | 1963년 1월 21일 지정, 2010년 12월 27일 명칭변경                                            |      |

#### (구) 제301호 ~ 제400호
| 번호  | 사진 | 명칭 | 소재지                                                      | 관리자 (단체)           | 지정일                                                               | 참조 |
| 301호 |      | 해남 대흥사 북미륵암 삼층석탑 (海南 大興寺 北彌勒庵 三層石塔) (Three-story Stone Pagoda at Bungmireugam Hermitage of Daeheungsa Temple, Haenam)                                         | 전남 해남군 삼산면 대흥사길 357, 대흥사 (구림리)            | 대흥사                  | 1963년 1월 21일 지정, 2010년 12월 27일 명칭변경                      |      |
| 302호 |      | 순천 송광사 약사전 (順天 松廣寺 藥師殿) (Yaksajeon Hall of Songgwangsa Temple, Suncheon)                                                                                                | 전남 순천시 송광면 송광사안길 100, 송광사 (신평리)          | 송광사                  | 1963년 1월 21일 지정                                                 |      |
| 303호 |      | 순천 송광사 영산전 (順天 松廣寺 靈山殿) (Yeongsanjeon Hall of Songgwangsa Temple, Suncheon)                                                                                             | 전남 순천시 송광면 송광사안길 100, 송광사 (신평리)          | 송광사                  | 1963년 1월 21일 지정                                                 |      |
| 304호 |      | 보성 벌교 홍교 (寶城 筏橋 虹橋) (Rainbow Bridge in Beolgyo, Boseong) | 전남 보성군 벌교읍 벌교리 154-1                             | 보성군                  | 1963년 1월 21일 지정, 2010년 12월 27일 명칭변경                      |      |
| 305호 |      | 안동 석빙고 (安東 石氷庫) (Stone Ice Storage, Andong) | 경북 안동시 성곡동 산225-1                                  | 안동시                  | 1963년 1월 21일 지정, 2010년 12월 27일 명칭변경                      |      |
| 306호 |      | 안동 하회 양진당 (安東 河回 養眞堂) (Yangjindang House in Hahoe, Andong) | 경북 안동시 풍천면 하회리 724                               | 류상붕                  | 1963년 1월 21일 지정                                                 |      |
| 307호 |      | 김천 청암사 수도암 석조비로자나불좌상 (金泉 靑巖寺 修道庵 石造毘盧遮那佛坐像) (Stone Seated Vairocana Buddha at Sudoam Hermitage of Cheongamsa Temple, Gimcheon)                        | 경북 김천시 증산면 수도길 1438, 청암사 (수도리)             | 수도암                  | 1963년 1월 21일 지정, 2010년 8월 25일 명칭 변경                      |      |
| 308호 |      | 전주 풍남문 (全州 豐南門) (Pungnammun Gate, Jeonju) | 전북 전주시 완산구 풍남문3길 1 (전동)                       | 전주시                  | 1963년 1월 21일 지정                                                 |      |
| 309호 |      | 정읍 천곡사지 칠층석탑 (井邑 泉谷寺址 七層石塔) (Seven-story Stone Pagoda at Cheongoksa Temple Site, Jeongeup)                                                                          | 전북 정읍시 망제동 산9-2                                    | 정읍시                  | 1963년 1월 21일 지정, 2010년 12월 27일 명칭변경                      |      |
| 310호 |      | 창녕 석빙고 (昌寧 石氷庫) (Stone Ice Storage, Changnyeong) | 경남 창녕군 창녕읍 송현리 288                               | 창녕군                  | 1963년 1월 21일 지정, 2010년 12월 27일 명칭변경                      |      |
| 311호 |      | 노인 금계일기 (魯認 錦溪日記) (Geumgye ilgi (Diary of Geumgye) by No In) | 광주 북구                                                   | 국＊＊＊                | 1963년 1월 21일 지정                                                 |      |
| 312호 |      | 밀양 소태리 오층석탑 (密陽 小台里 五層石塔) (Five-story Stone Pagoda in Sotae-ri, Miryang)                                                                                              | 경남 밀양시 청도면 소태리 1138-2                            | 밀양시                  | 1963년 1월 21일 지정, 2010년 12월 27일 명칭변경                      |      |
| 313호 |      | 강진 월남사지 진각국사비 (康津 月南寺址 眞覺國師碑) (Stele for State Preceptor Jingak at Wollamsa Temple Site, Gangjin)                                                                 | 전남 강진군 성전면 월남1길 106-1 (월남리)                   | 강진군                  | 1963년 1월 21일 지정, 2010년 12월 27일 명칭변경                      |      |
| 314호 |      | 감지금니 묘법연화경 권3~4 (紺紙金泥妙法蓮華經 卷三~四) (Transcription of Saddharmapundarika Sutra (The Lotus Sutra) in Gold on Indigo Paper, Volumes 3 and 4)                           | 경북 경주시 일정로 186, 국립경주박물관 (인왕동)             | 국립경주박물관          | 1963년 1월 21일 지정                                                 |      |
| 315호 |      | 백지묵서 묘법연화경 권1, 3 (白紙墨書妙法蓮華經 卷一, 三) (Transcription of Saddharmapundarika Sutra (The Lotus Sutra) in Ink on White Paper, Volumes 1 and 3)                           | 경북 경주시 일정로 186, 국립경주박물관 (인왕동)             | 국립경주박물관          | 1963년 1월 21일 지정                                                 |      |
| 316호 |      | 청도 운문사 원응국사비 (淸道 雲門寺 圓鷹國師碑) (Stele for State Preceptor Woneung at Unmunsa Temple, Cheongdo)                                                                         | 경북 청도군 운문면 신원리 1794-12                           | 운문사                  | 1963년 1월 21일 지정, 2010년 12월 27일 명칭변경                      |      |
| 317호 |      | 청도 운문사 석조여래좌상 (淸道 雲門寺 石造如來坐像) (Stone Seated Buddha of Unmunsa Temple, Cheongdo)                                                                                   | 경북 청도군 운문면 운문사길 264, 운문사 (신원리)            | 운문사                  | 1963년 1월 21일 지정, 2010년 8월 25일 명칭 변경                      |      |
| 318호 |      | 청도 운문사 석조사천왕상 (淸道 雲門寺 石造四天王像) (Stone Reliefs of Four Guardian Kings at Unmunsa Temple, Cheongdo)                                                                  | 경북 청도군 운문면 운문사길 264, 운문사 (신원리)            | 운문사                  | 1963년 1월 21일 지정, 2010년 12월 27일 명칭변경                      |      |
| 319호 |      | 김천 직지사 석조약사여래좌상 (金泉 直指寺 石造藥師如來坐像) (Stone Seated Bhaisajyaguru Buddha of Jikjisa Temple, Gimcheon)                                                             | 경북 김천시 대항면 북암길 89, 직지사 (운수리)               | 직지사                  | 1963년 1월 21일 지정, 2010년 8월 25일 명칭 변경                      |      |
| 320호 |      | 해남 대흥사 삼층석탑 (海南 大興寺 三層石塔) (Three-story Stone Pagoda of Daeheungsa Temple, Haenam)                                                                                     | 전남 해남군 삼산면 대흥사길 400, 대흥사 (구림리)            | 대흥사                  | 1963년 1월 21일 지정, 2010년 12월 27일 명칭변경                      |      |
| 321호 |      | 봉은사 청동 은입사 향완 (奉恩寺 靑銅 銀入絲 香垸) (Bronze Incense Burner with Silver-inlaid Design of Bongeunsa Temple)                                                                 | 서울 종로구 우정국로 55, 불교중앙박물관 (견지동,광교빌딩)   | 불교중앙박물관          | 1963년 1월 21일 지정                                                 |      |
| 322호 |      | 제주 관덕정 (濟州 觀德亭) (Gwandeokjeong Hall, Jeju) | 제주 제주시 관덕로 19 (삼도이동)                            | 제주특별자치도 제주시   | 1963년 1월 21일 지정                                                 |      |
| 323호 |      | 청도 석빙고 (淸道 石氷庫) (Stone Ice Storage, Cheongdo) | 경북 청도군 화양읍 동교길 7 (동천리)                        | 청도군                  | 1963년 1월 21일 지정, 2010년 12월 27일 명칭변경                      |      |
| 324호 |      | 여수진남관 (麗水鎭南館) | 전남 여수시 군자동 472                                      | 여수시                  | 1963년 1월 21일 지정, 2001년 4월 17일 해제, 국보 제304호로 승격      |      |
| 325호 |      | 칠곡 송림사 오층전탑 사리장엄구 (漆谷 松林寺 五層塼塔 舍利莊嚴具) (Reliquaries from the Five-story Brick Pagoda of Songnimsa Temple, Chilgok)                                           | 대구 수성구 청호로 321, 국립대구박물관 (황금동)             | 국립대구박물관          | 1963년 1월 21일 지정                                                 |      |
| 326호 |      | 이순신 유물 일괄 (李舜臣 遺物 一括) (Relics Related to Yi Sun-sin) | 충남 아산시 염치읍 현충사길 48                              | 현충사관리소            | 1963년 1월 21일 지정                                                 |      |
| 327호 |      | 의성 빙산사지 오층석탑 (義城 氷山寺址 五層石塔) (Five-story Stone Pagoda at Bingsansa Temple Site, Uiseong)                                                                             | 경북 의성군 춘산면 빙계계곡길 127-10 (빙계리)               | 의성군                  | 1963년 1월 21일 지정, 2010년 12월 27일 명칭변경                      |      |
| 328호 |      | 금동약사여래입상 (金銅藥師如來立像) (Gilt-bronze Standing Bhaisajyaguru Buddha) | 서울 용산구 서빙고로 137, 국립중앙박물관 (용산동6가)        | 국립중앙박물관          | 1963년 1월 21일 지정                                                 |      |
| 329호 |      | 부여 군수리 석조여래좌상 (扶餘 軍守里 石造如來坐像) (Stone Seated Buddha from Gunsu-ri, Buyeo)                                                                                          | 충남 부여군 부여읍 금성로 5, 국립부여박물관 (동남리)        | 국립부여박물관          | 1963년 1월 21일 지정                                                 |      |
| 330호 |      | 부여 군수리 금동보살입상 (扶餘 軍守里 金銅菩薩立像) (Gilt-bronze Standing Bodhisattva from Gunsu-ri, Buyeo)                                                                             | 충남 부여군 부여읍 금성로 5, 국립부여박물관 (동남리)        | 국립부여박물관          | 1963년 1월 21일 지정                                                 |      |
| 331호 |      | 금동미륵보살반가사유상 (金銅彌勒菩薩半跏思惟像) (Gilt-bronze Pensive Maitreya Bodhisattva)                                                                                              | 서울 용산구 서빙고로 137, 국립중앙박물관 (용산동6가)        | 국립중앙박물관          | 1963년 1월 21일 지정                                                 |      |
| 332호 |      | 하남 하사창동 철조석가여래좌상 (河南 下司倉洞 鐵造釋迦如來坐像) (Iron Seated Sakyamuni Buddha from Hasachang-dong, Hanam)                                                               | 서울 용산구 서빙고로 137 (용산동6가, 국립중앙박물관)        | 국립중앙박물관          | 1963년 1월 21일 지정                                                 |      |
| 333호 |      | 금동보살입상 (金銅菩薩立像) (Gilt-bronze Standing Bodhisattva) | 서울 용산구 서빙고로 137, 국립중앙박물관 (용산동6가)        | 국립중앙박물관          | 1963년 1월 21일 지정                                                 |      |
| 334호 |      | 통도사 청동 은입사 향완 (通度寺 靑銅 銀入絲 香垸) (Bronze Incense Burner with Silver-inlaid Design of Tongdosa Temple)                                                                  | 경남 양산시 하북면 통도사로 108, 통도사 성보박물관 (지산리) | 통도사성보박물관        | 1963년 1월 21일 지정                                                 |      |
| 335호 |      | 석조비로자나불좌상 (石造毘盧遮那佛坐像) (Stone Seated Vairocana Buddha) | 대구 북구 대학로 80, 경북대학교박물관 (산격동)              | 경북대학교박물관        | 1963년 1월 21일 지정                                                 |      |
| 336호 |      | 정지장군 갑옷 (鄭地將軍 甲衣) (Armor Worn by General Jeong Ji) | 광주 북구 비엔날레로 111, 광주시립민속박물관 (용봉동)       | 광주광역시립민속박물관  | 1963년 1월 21일 지정                                                 |      |
| 337호 |      | 청양 장곡사 금동약사여래좌상 (靑陽 長谷寺 金銅藥師如來坐像) (Gilt-bronze Seated Bhaisajyaguru Buddha of Janggoksa Temple, Cheongyang)                                                   | 충남 청양군 대치면 장곡길 241, 장곡사 (장곡리)              | 장곡사                  | 1963년 1월 21일 지정                                                 |      |
| 338호 |      | 금령총 금관 (金鈴塚 金冠) (Gold Crown from Geumnyeongchong Tomb) | 서울 용산구 서빙고로 137, 국립중앙박물관 (용산동6가)        | 국립중앙박물관          | 1963년 1월 21일 지정                                                 |      |
| 339호 |      | 서봉총 금관 (瑞鳳塚 金冠) (Gold Crown from Seobongchong Tomb) | 경북 경주시 일정로 186, 국립경주박물관 (인왕동)             | 국립경주박물관          | 1963년 1월 21일 지정                                                 |      |
| 340호 |      | 청자 철채퇴화삼엽문 매병 (靑磁 鐵彩堆花蔘葉文 梅甁) (Celadon Prunus Vase with Paste-on-paste Ginseng Leaf Design in Underglaze Iron)                                                    | 서울 용산구 서빙고로 137, 국립중앙박물관 (용산동6가)        | 국립중앙박물관          | 1963년 1월 21일 지정                                                 |      |
| 341호 |      | 청자상감모란문표형병 (靑磁象嵌牡丹文瓢形甁) | 서울 종로구 세종로 1 국립중앙박물관                         | 국립중앙박물관          | 1963년 1월 21일 지정, 1963년 1월 21일 해제, 국보 제116호와 중복 지정 |      |
| 342호 |      | 청자 음각모란 상감보자기문 유개매병 (靑磁 陰刻牡丹 象嵌襆紗文 有蓋梅甁) (Celadon Lidded Prunus Vase with Incised Peony Design and Inlaid Wrapping Cloth Design)                         | 서울 용산구 서빙고로 137, 국립중앙박물관 (용산동6가)        | 국립중앙박물관          | 1963년 1월 21일 지정                                                 |      |
| 343호 |      | 부여 외리 문양전 일괄 (扶餘 外里 文樣塼 一括) (Earthenware Patterned Tiles from Oe-ri, Buyeo)                                                                                           | 서울 용산구 서빙고로 137, 국립중앙박물관 (용산동6가)        | 국립중앙박물관          | 1963년 1월 21일 지정                                                 |      |
| 344호 |      | 청자 양각갈대기러기문 정병 (靑磁 陽刻葦蘆文 淨甁) (Celadon Kundika with Reeds and Wild Geese in Relief)                                                                                 | 서울 용산구 서빙고로 137, 국립중앙박물관 (용산동6가)        | 국립중앙박물관          | 1963년 1월 21일 지정                                                 |      |
| 345호 |      | 백자 상감모란문 매병 (白磁 象嵌牡丹文 梅甁) (White Porcelain Prunus Vase with Inlaid Peony Design)                                                                                      | 서울 용산구 서빙고로 137, 국립중앙박물관 (용산동6가)        | 국립중앙박물관          | 1963년 1월 21일 지정                                                 |      |
| 346호 |      | 청자 상감동채모란문 매병 (靑磁 象嵌銅彩牡丹文 梅甁) (Celadon Prunus Vase with Inlaid Peony Design in Underglaze Copper)                                                                 | 서울 용산구 서빙고로 137, 국립중앙박물관 (용산동6가)        | 국립중앙박물관          | 1963년 1월 21일 지정                                                 |      |
| 347호 |      | 분청사기 상감어문 매병 (粉靑沙器 象嵌魚文 梅甁) (Buncheong Prunus Vase with Inlaid Fish Design)                                                                                         | 서울 용산구 서빙고로 137, 국립중앙박물관 (용산동6가)        | 국립중앙박물관          | 1963년 1월 21일 지정                                                 |      |
| 348호 |      | 분청사기 상감모란문 반합 (粉靑沙器 象嵌牡丹文 飯盒) (Buncheong Lidded Bowl with Inlaid Peony Design)                                                                                    | 서울 성북구 성북로 102-11, 간송미술관 (성북동)              | 간송미술관              | 1963년 1월 21일 지정                                                 |      |
| 349호 |      | 청자 상감국화모란당초문 모자합 (靑磁 象嵌菊花牡丹唐草文 母子盒) (Celadon Lidded Bowl Set with Inlaid Chrysanthemum, Peony, and Scroll Design)                                           | 서울 성북구 성북로 102-11, 간송미술관 (성북동)              | 간송미술관              | 1963년 1월 21일 지정                                                 |      |
| 350호 |      | 달성 도동서원 중정당·사당·담장 (達城 道東書院 中正堂·祠堂·담장) (Jungjeongdang Lecture Hall, Shrine, and Walls of Dodongseowon Confucian Academy, Dalseong)                             | 대구 달성군 구지면 도동리 35                                | 서흥김씨종중(유림)      | 1963년 1월 21일 지정                                                 |      |
| 351호 |      | 전 양평 보리사지 대경대사탑 (傳 楊平 菩提寺址 大鏡大師塔) (Stupa of Buddhist Monk Daegyeong from Borisa Temple Site, Yangpyeong (Presumed))                                             | 서울 서대문구 대현동 산11-1 이화여자대학교박물관            | 이화여자대학교박물관    | 1963년 1월 21일 지정, 2010년 12월 27일 명칭변경                      |      |
| 352호 |      | 감지은니묘법연화경 권7 (紺紙銀泥妙法蓮華經 卷七) (Transcription of Saddharmapundarika Sutra (The Lotus Sutra) in Silver on Indigo Paper, Volume 7)                                      | 서울 서대문구 이화여대길 52 이화여자대학교박물관            | 이화여자대학교박물관    | 1963년 1월 21일 지정                                                 |      |
| 353호 |      | 합천 영암사지 쌍사자 석등 (陜川 靈岩寺址 雙獅子 石燈) (Twin Lion Stone Lantern at Yeongamsa Temple Site, Hapcheon)                                                                      | 경남 합천군 가회면 황매산로 637-97 (둔내리)                 | 합천군                  | 1963년 1월 21일 지정, 2010년 12월 27일 명칭변경                      |      |
| 354호 |      | 천안 천흥사지 오층석탑 (天安 天興寺址 五層石塔) (Five-story Stone Pagoda at Cheonheungsa Temple Site, Cheonan)                                                                          | 충남 천안시 성거읍 천흥리 190-2                             | 천안시                  | 1963년 1월 21일 지정, 2010년 12월 27일 명칭변경                      |      |
| 355호 |      | 홍성 신경리 마애여래입상 (洪城 新耕里 磨崖如來立像) (Rock-carved Standing Buddha in Singyeong-ri, Hongseong)                                                                            | 충남 홍성군 홍북읍 신경리 산80-1                            | 홍성군                  | 1963년 1월 21일 지정, 2010년 8월 25일 명칭 변경                      |      |
| 356호 |      | 부여 무량사 극락전 (扶餘 無量寺 極樂殿) (Geungnakjeon Hall of Muryangsa Temple, Buyeo)                                                                                                  | 충남 부여군 외산면 무량로 203, 무량사 (만수리)              | 무량사                  | 1963년 1월 21일 지정                                                 |      |
| 357호 |      | 칠곡 정도사지 오층석탑 (漆谷 淨兜寺址 五層石塔) (Five-story Stone Pagoda from Jeongdosa Temple Site, Chilgok)                                                                           | 대구 수성구 황금로 200(70번지) 국립대구박물관               | 국립대구박물관          | 1963년 1월 21일 지정, 2010년 12월 27일 명칭변경                      |      |
| 358호 |      | 원주 영전사지 보제존자탑 (原州 令傳寺址 普濟尊者塔) (Stupas of Buddhist Monk Boje from Yeongjeonsa Temple Site, Wonju)                                                                  | 서울 용산구 서빙고로 137, 국립중앙박물관 (용산동6가)        | 국립중앙박물관          | 1963년 1월 21일 지정, 2010년 12월 27일 명칭변경                      |      |
| 359호 |      | 충주 정토사지 홍법국사탑비 (忠州 淨土寺址 弘法國師塔碑) (Stele for State Preceptor Hongbeop from Jeongtosa Temple Site, Chungju)                                                        | 서울 용산구 서빙고로 137, 국립중앙박물관 (용산동6가)        | 국립중앙박물관          | 1963년 1월 21일 지정, 2010년 12월 27일 명칭변경                      |      |
| 360호 |      | 제천 월광사지 원랑선사탑비 (堤川 月光寺址 圓朗禪師塔碑) (Stele for Master Wonrang from Wolgwangsa Temple Site, Jecheon)                                                                 | 서울 용산구 서빙고로 137, 국립중앙박물관 (용산동6가)        | 국립중앙박물관          | 1963년 1월 21일 지정, 2010년 12월 27일 명칭변경                      |      |
| 361호 |      | 양평 보리사지 대경대사탑비 (楊平 菩提寺址 大鏡大師塔碑) (Stele for Buddhist Monk Daegyeong from Borisa Temple Site, Yangpyeong)                                                         | 서울 용산구 서빙고로 137, 국립중앙박물관 (용산동6가)        | 국립중앙박물관          | 1963년 1월 21일 지정, 2010년 12월 27일 명칭변경                      |      |
| 362호 |      | 창원 봉림사지 진경대사탑 (昌原 鳳林寺址 眞鏡大師塔) (Stupa of Buddhist Monk Jingyeong from Bongnimsa Temple Site, Changwon)                                                             | 서울 용산구 서빙고로 137, 국립중앙박물관 (용산동6가)        | 국립중앙박물관          | 1963년 1월 21일 지정, 2010년 12월 27일 명칭변경                      |      |
| 363호 |      | 창원 봉림사지 진경대사탑비 (昌原 鳳林寺址 眞鏡大師塔碑) (Stele for Buddhist Monk Jingyeong from Bongnimsa Temple Site, Changwon)                                                        | 서울 용산구 서빙고로 137, 국립중앙박물관 (용산동6가)        | 국립중앙박물관          | 1963년 1월 21일 지정, 2010년 12월 27일 명칭변경                      |      |
| 364호 |      | 나주 서성문 안 석등 (羅州 西城門 안 石燈) (Stone Lantern Inside the West Gate, Naju) | 서울 용산구 서빙고로 137, 국립중앙박물관 (용산동6가)        | 국립중앙박물관          | 1963년 1월 21일 지정, 2010년 12월 27일 명칭변경                      |      |
| 365호 |      | 원주 흥법사지 진공대사탑 및 석관 (原州 興法寺址 眞空大師塔 및 石棺) (Stupa of Buddhist Monk Jingong and Stone Casket from Heungbeopsa Temple Site, Wonju)                               | 서울 용산구 서빙고로 137, 국립중앙박물관 (용산동6가)        | 국립중앙박물관          | 1963년 1월 21일 지정, 2010년 12월 27일 명칭변경                      |      |
| 366호 |      | 감은사지 서삼층석탑 사리장엄구 (感恩寺址 西三層石塔 舍利莊嚴具) (Reliquaries from the West Three-story Stone Pagoda at Gameunsa Temple Site)                                            | 경북 경주시 일정로 186 국립경주박물관                       | 국립중앙박물관          | 1963년 1월 21일 지정                                                 |      |
| 367호 |      | 기축명아미타불비상 (己丑銘阿彌陀佛碑像) (Stele of Amitabha Buddha with Inscription of "Gichuk Year")                                                                                    | 충북 청주시 상당구 명암로 143, 국립청주박물관 (명암동)      | 국립청주박물관          | 1963년 1월 21일 지정                                                 |      |
| 368호 |      | 미륵보살반가사유비상 (彌勒菩薩半跏思惟碑像) (Stele of Pensive Maitreya Bodhisattva) | 충북 청주시 상당구 명암로 143, 국립청주박물관 (명암동)      | 국립청주박물관          | 1963년 1월 21일 지정                                                 |      |
| 369호 |      | 울주 석남사 승탑 (蔚州 石南寺 僧塔) (Stupa of Seongnamsa Temple, Ulju) | 울산 울주군 상북면 덕현리 산232-2번지 석남사                | 석남사                  | 1963년 1월 21일 지정, 2010년 12월 27일 명칭변경                      |      |
| 370호 |      | 울주 간월사지 석조여래좌상 (蔚州 澗月寺址 石造如來坐像) (Stone Seated Buddha at Ganwolsa Temple Site, Ulju)                                                                             | 울산 울주군 상북면 등억온천4길 15 (등억리)                  | 울주군                  | 1963년 1월 21일 지정, 2010년 8월 25일 명칭 변경                      |      |
| 371호 |      | 산청 사월리 석조여래좌상 (山淸 沙月里 石造如來坐像) (Stone Seated Buddha from Sawol-ri, Sancheong)                                                                                      | 경남 진주시 천수로137번길 38 (망경동)                       | 진주시                  | 1963년 1월 21일 지정, 2010년 8월 25일 명칭 변경                      |      |
| 372호 |      | 진주 용암사지 승탑 (晉州 龍巖寺址 僧塔) (Stupa at Yongamsa Temple Site, Jinju) | 경남 진주시 이반성면 용암리 산31                            | 진주시                  | 1963년 1월 21일 지정, 2010년 12월 27일 명칭변경                      |      |
| 373호 |      | 의령 보천사지 삼층석탑 (宜寧 寶泉寺址 三層石塔) (Three-story Stone Pagoda at Bocheonsa Temple Site, Uiryeong)                                                                           | 경남 의령군 의령읍 하리 797-1                               | 의령군                  | 1963년 1월 21일 지정, 2010년 12월 27일 명칭변경                      |      |
| 374호 |      | 산청 율곡사 대웅전 (山淸 栗谷寺 大雄殿) (Daeungjeon Hall of Yulgoksa Temple, Sancheong)                                                                                                 | 경남 산청군 신등면 율곡사길 182 (율현리)                    | 율곡사                  | 1963년 1월 21일 지정                                                 |      |
| 375호 |      | 함양 덕전리 마애여래입상 (咸陽 德田里 磨崖如來立像) (Rock-carved Standing Buddha in Deokjeon-ri, Hamyang)                                                                               | 경남 함양군 마천면 덕전리 768-6                             | 함양군                  | 1963년 1월 21일 지정, 2010년 8월 25일 명칭 변경                      |      |
| 376호 |      | 함양 교산리 석조여래좌상 (咸陽 校山里 石造如來坐像) (Stone Seated Buddha of Gyosan-ri, Hamyang)                                                                                         | 경남 함양군 함양읍 함양배움길 11 (교산리)                   | 함양군                  | 1963년 1월 21일 지정, 2010년 8월 25일 명칭 변경                      |      |
| 377호 |      | 거창 양평리 석조여래입상 (居昌 陽平里 石造如來立像) (Stone Standing Buddha in Yangpyeong-ri, Geochang)                                                                                  | 경남 거창군 거창읍 노혜3길 6-33 (양평리)                    | 거창군                  | 1963년 1월 21일 지정, 2010년 8월 25일 명칭 변경                      |      |
| 378호 |      | 거창 상림리 석조보살입상 (居昌 上林里 石造菩薩立像) (Stone Standing Bodhisattva in Sangnim-ri, Geochang)                                                                                | 경남 거창군 거창읍 미륵길 19-61 (상림리)                    | 거창군                  | 1963년 1월 21일 지정, 2010년 8월 25일 명칭 변경                      |      |
| 379호 |      | 진주 묘엄사지 삼층석탑 (晉州 妙嚴寺址 三層石塔) (Three-story Stone Pagoda at Myoeomsa Temple Site, Jinju)                                                                               | 경남 진주시 수곡면 효자리 447-1                             | 진주시                  | 1963년 1월 21일 지정, 2010년 12월 27일 명칭변경                      |      |
| 380호 |      | 하동 쌍계사 승탑 (河東 雙磎寺 僧塔) (Stupa of Ssanggyesa Temple, Hadong) | 경남 하동군 화개면 목압길 103, 쌍계사 (운수리)              | 쌍계사                  | 1963년 1월 21일 지정, 2010년 12월 27일 명칭변경                      |      |
| 381호 |      | 합천 백암리 석등 (陜川 伯岩里 石燈) (Stone Lantern in Baegam-ri, Hapcheon) | 경남 합천군 대양면 백암리 90-3                              | 합천군                  | 1963년 1월 21일 지정, 2010년 12월 27일 명칭변경                      |      |
| 382호 |      | 울주 청송사지 삼층석탑 (蔚州 靑松寺址 三層石塔) (Three-story Stone Pagoda at Cheongsongsa Temple Site, Ulju)                                                                            | 울산 울주군 청량읍 율리 1420번지                            | 울주군                  | 1963년 1월 21일 지정, 2010년 12월 27일 명칭변경                      |      |
| 383호 |      | 창덕궁 돈화문 (昌德宮 敦化門) (Donhwamun Gate of Changdeokgung Palace) | 서울 종로구 율곡로 99, 창덕궁 (와룡동)                      | 창덕궁                  | 1963년 1월 21일 지정                                                 |      |
| 384호 |      | 창경궁 홍화문 (昌慶宮 弘化門) (Honghwamun Gate of Changgyeonggung Palace) | 서울 종로구 창경궁로 185, 창경궁 (와룡동)                   | 창경궁                  | 1963년 1월 21일 지정                                                 |      |
| 385호 |      | 창경궁 명정문 및 행각 (昌慶宮 明政門 및 行閣) (Myeongjeongmun Gate and Corridor of Changgyeonggung Palace)                                                                              | 서울 종로구 창경궁로 185 (와룡동)                           | 창경궁                  | 1963년 1월 21일 지정                                                 |      |
| 386호 |      | 창경궁 옥천교 (昌慶宮 玉川橋) (Okcheongyo Bridge of Changgyeonggung Palace) | 서울 종로구 창경궁로 185, 창경궁 (와룡동)                   | 창경궁                  | 1963년 1월 21일 지정                                                 |      |
| 387호 |      | 양주 회암사지 선각왕사비 (楊州 檜巖寺址 禪覺王師碑) (Stele for Royal Preceptor Seongak at Hoeamsa Temple Site, Yangju)                                                                  | 경기 양주시 회암동 산8-1                                    | 회암사                  | 1963년 9월 2일 지정, 2010년 12월 27일 명칭변경                       |      |
| 388호 |      | 양주 회암사지 무학대사탑 (楊州 檜巖寺址 無學大師塔) (Stupa of Buddhist Monk Muhak at Hoeamsa Temple Site, Yangju)                                                                       | 경기 양주시 회암사길 281                                    | 회암사                  | 1963년 9월 2일 지정, 2010년 12월 27일 명칭변경                       |      |
| 389호 |      | 양주 회암사지 무학대사탑 앞 쌍사자 석등 (楊州 檜巖寺址 無學大師塔 앞 雙獅子 石燈) (Twin Lion Stone Lantern in Front of the Stupa of Buddhist Monk Muhak at Hoeamsa Temple Site, Yangju) | 경기 양주시 회암사길 281                                    | 회암사                  | 1963년 9월 2일 지정, 2010년 12월 27일 명칭변경                       |      |
| 390호 |      | 천안 광덕사 고려사경 (天安 廣德寺 高麗寫經) (Goryeo Transcription of Buddhist Sutras in Gwangdeoksa Temple, Cheonan)                                                                    | 서울 종로구 우정국로 55, 불교중앙박물관 (견지동,광교빌딩)   | 불교중앙박물관          | 1963년 9월 2일 지정                                                  |      |
| 391호 |      | 부산진순절도 (釜山鎭殉節圖) (Busanjin sunjeoldo (Patriotic Martyrs at the Battle of Busanjin Fortress))                                                                                 | 서울 노원구 공릉동 사서함 77-1호 육군박물관                 | 육군사관학교 육군박물관 | 1963년 9월 2일 지정                                                  |      |
| 392호 |      | 동래부순절도 (東萊府殉節圖) (Dongnaebu sunjeoldo (Patriotic Martyrs at the Battle of Dongnaebu Fortress))                                                                               | 서울 노원구 공릉동 사서함 77-1호 육군박물관                 | 육군사관학교 육군박물관 | 1963년 9월 2일 지정                                                  |      |
| 393호 |      | 전등사 철종 (傳燈寺 鐵鍾) (Iron Bell of Jeondeungsa Temple) | 인천 강화군 길상면 전등사로 37-41, 전등사 (온수리)          | 전등사                  | 1963년 9월 2일 지정                                                  |      |
| 394호 |      | 나주향교 대성전 (羅州鄕校 大成殿) (Daeseongjeon Shrine of Najuhyanggyo Local Confucian School)                                                                                          | 전남 나주시 향교길 36-11 (교동)                             | 나주향교                | 1963년 9월 2일 지정                                                  |      |
| 395호 |      | 순천 선암사 동·서 삼층석탑 (順天 仙巖寺 東·西 三層石塔) (East and West Three-story Stone Pagodas of Seonamsa Temple, Suncheon)                                                          | 전남 순천시 승주읍 선암사길 450 (죽학리)                    | 선암사                  | 1963년 9월 2일 지정, 2010년 12월 27일 명칭변경                       |      |
| 396호 |      | 여수 흥국사 대웅전 (麗水 興國寺 大雄殿) (Daeungjeon Hall of Heungguksa Temple, Yeosu)                                                                                                   | 전남 여수시 흥국사길 160 (중흥동)                           | 흥국사                  | 1963년 9월 2일 지정                                                  |      |
| 397호 |      | 남양주 봉선사 동종 (南陽州 奉先寺 銅鍾) (Bronze Bell of Bongseonsa Temple, Namyangju)                                                                                                   | 경기 남양주시 진접읍 봉선사길 32, 봉선사 (부평리)           | 봉선사                  | 1963년 9월 2일 지정                                                  |      |
| 398호 |      | 월인천강지곡 권상 (月印千江之曲 卷上) (Worin cheongangjigok (Songs of the Moon's Reflection on a Thousand Rivers), Volume 1)                                                            | 서울 서초구 신반포로 321 (잠원동)                           | (주)미래엔              | 1963년 9월 2일 지정, 2017년 1월 2일 해제, 국보 제320호로 승격        |      |
| 399호 |      | 홍성 고산사 대웅전 (洪城 高山寺 大雄殿) (Daeungjeon Hall of Gosansa Temple, Hongseong)                                                                                                  | 충남 홍성군 결성면 만해로127번길 35-99 (무량리)             | 고산사                  | 1963년 9월 2일 지정                                                  |      |
| 400호 |      | 순천 선암사 승선교 (順天 仙巖寺 昇仙橋) (Seungseongyo Bridge of Seonamsa Temple, Suncheon)                                                                                              | 전남 순천시 승주읍 죽학리 48-1 선암사                       | 선암사                  | 1963년 9월 2일 지정, 2010년 12월 27일 명칭변경                       |      |

### 1964년 지정
| 번호  | 사진 | 명칭 | 소재지                                                   | 관리자 (단체)   | 지정일                                                                             | 참조 |
| 401호 |      | 금동여래입상 (金銅如來立像) (Gilt-bronze Standing Buddha)                                                                                         | 서울 용산구 이태원로55길 60-16, 삼성미술관 리움 (한남동) | 삼성미술관 리움 | 1964년 9월 3일 지정                                                                |      |
| 402호 |      | 수원 팔달문 (水原 八達門) (Paldalmun Gate, Suwon)                                                                                                 | 경기 수원시 팔달구 팔달로 2가 138                        | 수원시          | 1964년 9월 3일 지정                                                                |      |
| 403호 |      | 수원 화서문 (水原 華西門) (Hwaseomun Gate, Suwon)                                                                                                 | 경기 수원시 장안구 장안동 334                            | 수원시          | 1964년 9월 3일 지정                                                                |      |
| 404호 |      | 진천 연곡리 석비 (鎭川 蓮谷里 石碑) (Stele of Yeongok-ri, Jincheon)                                                                               | 충북 진천군 진천읍 김유신길 639 (연곡리)                 | 진천군          | 1964년 9월 3일 지정, 2010년 12월 27일 명칭변경                                     |      |
| 405호 |      | 단양 향산리 삼층석탑 (丹陽 香山里 三層石塔) (Three-story Stone Pagoda in Hyangsan-ri, Danyang)                                                    | 충북 단양군 가곡면 향산1길 24 (향산리)                   | 단양군          | 1964년 9월 3일 지정, 2010년 12월 27일 명칭변경                                     |      |
| 406호 |      | 제천 덕주사 마애여래입상 (堤川 德周寺 磨崖如來立像) (Rock-carved Standing Buddha of Deokjusa Temple, Jecheon)                                     | 충북 제천시 한수면 송계리1                               | 덕주사          | 1964년 9월 3일 지정, 2010년 8월 25일 명칭 변경                                     |      |
| 407호 |      | 천안 삼태리 마애여래입상 (天安 三台里 磨崖如來立像) (Rock-carved Standing Buddha in Samtae-ri, Cheonan)                                           | 충남 천안시 동남구 풍세면 휴양림길 70 (삼태리)           | 천안시          | 1964년 9월 3일 지정, 2010년 8월 25일 명칭 변경                                     |      |
| 408호 |      | 논산 쌍계사 대웅전 (論山 雙溪寺 大雄殿) (Daeungjeon Hall of Ssanggyesa Temple, Nonsan)                                                            | 충남 논산시 양촌면 중산길 192, 쌍계사 (중산리)           | 쌍계사          | 1964년 9월 3일 지정                                                                |      |
| 409호 |      | 당진 영탑사 금동비로자나불삼존좌상 (唐津 靈塔寺 金銅毘盧遮那佛三尊坐像) (Gilt-bronze Seated Vairocana Buddha Triad of Yeongtapsa Temple, Dangjin) | 충남 당진시 면천면 성하로 139-33, 영탑사 (성하리)        | 영탑사          | 1964년 9월 5일 지정                                                                |      |
| 410호 |      | 정선 정암사 수마노탑 (旌善 淨岩寺 水瑪瑙塔) (Sumanotap Pagoda of Jeongamsa Temple, Jeongseon)                                                     | 강원 정선군 고한읍 함백산로 1062 (고한리)                | 정암사          | 1964년 9월 4일 지정, 2010년 12월 27일 명칭변경 2020년 6월 25일 국보 제332호로 승격 |      |
| 411호 |      | 경주 양동 무첨당 (慶州 良洞 無忝堂) (Mucheomdang House in Yangdong, Gyeongju)                                                                     | 경북 경주시 강동면 양동마을안길 32-19 (양동리)           | 이지락          | 1964년 11월 14일 지정                                                              |      |
| 412호 |      | 경주 양동 향단 (慶州 良洞 香壇) (Hyangdan House in Yangdong, Gyeongju)                                                                            | 경북 경주시 강동면 양동마을길 121-75 (양동리)            | 이문환          | 1964년 11월 14일 지정                                                              |      |
| 413호 |      | 경주 독락당 (慶州 獨樂堂) (Dongnakdang House, Gyeongju)                                                                                           | 경북 경주시 안강읍 옥산서원길 300-3 (옥산리)             | 이해철          | 1964년 11월 14일 지정                                                              |      |
| 414호 |      | 안동 하회 충효당 (安東 河回 忠孝堂) (Chunghyodang House in Hahoe, Andong)                                                                         | 경북 안동시 풍천면 종가길 69 (하회리)                    | 류영하          | 1964년 11월 14일 지정                                                              |      |

### 내용주
1. ↑  구 11호

### 참고 문헌
1. ↑  문화재청, 〈초등학교 문화재 교육 지침서〉, 2003년

## 참고자료
- 문화재청 - 문화재 검색